# Oaxaca en la historia y en el mito
Oaxaca en la historia y en el mito es un enorme mural creado por el artista Arturo García Bustos (1926-2017). García Bustos fue "un artista dedicado a las luchas humanísticas y los ideales liberales que expresó profundamente en su arte". Pintó el mural, Oaxaca en la historia y en el mito en una enorme escalera del Palacio de Gobierno en Oaxaca, México. Cuando se escribió esta página en Wikipedia, el edificio se conocía como Museo del Palacio Universum, pero comúnmente se lo conocía como El Palacio de Gobierno.  Está ubicada en Oaxaca de Juárez, México, conocida en inglés como Oaxaca City .
Un documento distribuido a los participantes a la inauguración describía el mural como un " mapamundi oaxaqueño ". El mural es una historia visual de Oaxaca desde la legada de los serres humanos hasta los tiempos modernos, con poco más allá de la Revolución Mexicana. Las imágenes seleccionadas y no seleccionadas en una historia visual son claves para el mensaje final. Bustos se centró en imágenes de los políticos y reformas liberales en su interpretación de la historia de Oaxaca, dejando de lado mucho gente contra las ideas liberales, como la iglesia y los monárquicos y también desempeñaron papeles importantes en la historia de Oaxaca y México. Este artículo cita resultados de investigaciones académicas y publicaciones gubernamentales, siendo estas últimas propensas a perpetuar lo que se ha llamado historia "mitificada".
En palabras del artista: “Cuando pinté la escalera monumental del Palacio de Gobierno de Oaxaca sentí que lo que había que revelar era la historia que contenían esos corredores por los que habían transitado muchos de los creadores de nuestra historia patria.”  Muchas de las personas retratadas en el mural no subieron literalmente los escalones ni atravesaron los pasillos donde el mural ahora representa su historia, como sugiere el artista. Todo el panel prehispánico representa una era anterior al edificio, y Oaxaca fue jamás pensado. Además, el Palacio de Gobierno muchas veces quedó inutilizable debido a los terremotos de 1787, 1801, 1845, 1854 y 1931 . Pero los individuos en el mural sí dieron forma a la historia de Oaxaca e incluso de México. Y si los hechos no ocurrieron en el edificio, muchos ocurrieron en el cercano Zócalo, la catedral y sus alrededores.
El artista también explica: “Somos un pueblo con una historia antigua que ha demostrado su genio labrando piedras para edificar ciudades que quisieron alcanzar las estrellas, espacios reales en armonía con los paisajes, el cosmos y el hombre.” 
Un brillante y caro libro patrocinado por el gobierno sobre la historia de Oaxaca publicado en 2019 incluye este resumen sobre el mural: "Si para un visitante es interesante apreciar estos murales, para un oaxaqueño debe ser obligatorio conocer cada una de sus imágenes y sentirse orgulloso de esta tierra mexicana."  Desafortunadamente, a los visitantes a menudo se les prohíbe visitar el mural porque el acceso está prohibido cuando hay protestas en la plaza pública cercana.
La distinguida historiadora Francie Chassen-López  escribió en 1989, "la historia de Oaxaca es muy poco conocida". Comprender lo que nos cuenta la artista Arturo García Bustos sobre la historia de esta región de Oaxaca en la historia y en el mito es un buen punto de partida para empezar comprender comprender algunos, pero no todos, elementos de la historia de Oaxaca y su relación con el país, México. Se han realizado presentaciones sobre el mural en el centro cultural denominado Biblioteca de Préstamo de Oaxaca.Estas presentaciones incluyen una visita al mural cuando no hay protestas y el acceso esté permitido.

## La oposición a que Arturo García Bustos pinte el mural
El contrato para pintar el mural fue otorgado sin concurso, por el gobernador de Oaxaca, Eliseo Jiménez Ruiz luego de una conservación inicial con el hermano de García Bustos y por supuesto una conversación más larga y una demostración de una maqueta parcial indicando algunos conceptos.
En la década de 1950, Arturo García Bustos había enseñado arte en Oaxaca en la Universidad Autónoma Benito Juárez de Oaxaca (UABJO) a Francisco Toledo y otros artistas jóvenes y más tarde famosos artistas, oaxaqueños. En ese momento el artista viajó extensamente por el estado, hasta que fue liberado de su docencia por sus opiniones marxistas, luego de regresar a Oaxaca de un viaje a Rusia en 1958 y después de artículos publicados en un diario oaxaqueño. García Bustos no era originario de Oaxaca. Mientras que los famosos artistas mexicanos Rufino Tamayo, Francisco Toledo y Rodolfo Morales eran de la ciudad de Oaxaca o del estado de Oaxaca, pero no habían completado ningún mural en Oaxaca antes de que comenzara García Bustos.
El 27 de mayo de 1978, el artista oaxaqueño Rufino Tamayo publicó una carta al editor afirmando que Gracia Bustos no tenía las calificaciones para pintar un mural.  García Bustos, era conocido por sus grabados, "nada tiene que ver con la pintura y mucho menos con la pintura mural." El 5 de junio de 1978, 18 oaxaqueños, de diferentes ámbitos profesionales y artísticos, escribieron una carta al editor apoyando a García Bustos.
El hecho de que Rufino Tamayo dijo que García Bustos no tienía las capacidades para pintar el mural era una mentira. En la década de 1960, García Bustos había pintado un gran mural sobre Oaxaca en el Museo Nacional de Antropología. Había pintado otros murales en ciudades de México. Había estudiado y pintado murales con la famosa muralista mexicana Frida Kahlo. También, su esposa la muralista Rina Lazo, quien ayudó con el mural, había sido asistente de Diego Rivera, el muralista mexicano más famoso.
Después de terminarlo, Rufino Tamayo y otros artistas "modernos" han criticado el mural por falta de imaginación es decir para ser excesivamente literal, con imágenes que replicaban representaciones comunes de varios personajes históricos, tal como fueron representados en otras pinturas, tal vez no con precisión.
Mientras García Bustos pintaba el mural, enseñó a artistas de la  Universidad Autónoma Benito Juárez de Oaxaca el UABJO, como lo había hecho unos 25 años antes antes de ser expulsado.

## Las raíces del muralismo mexicano

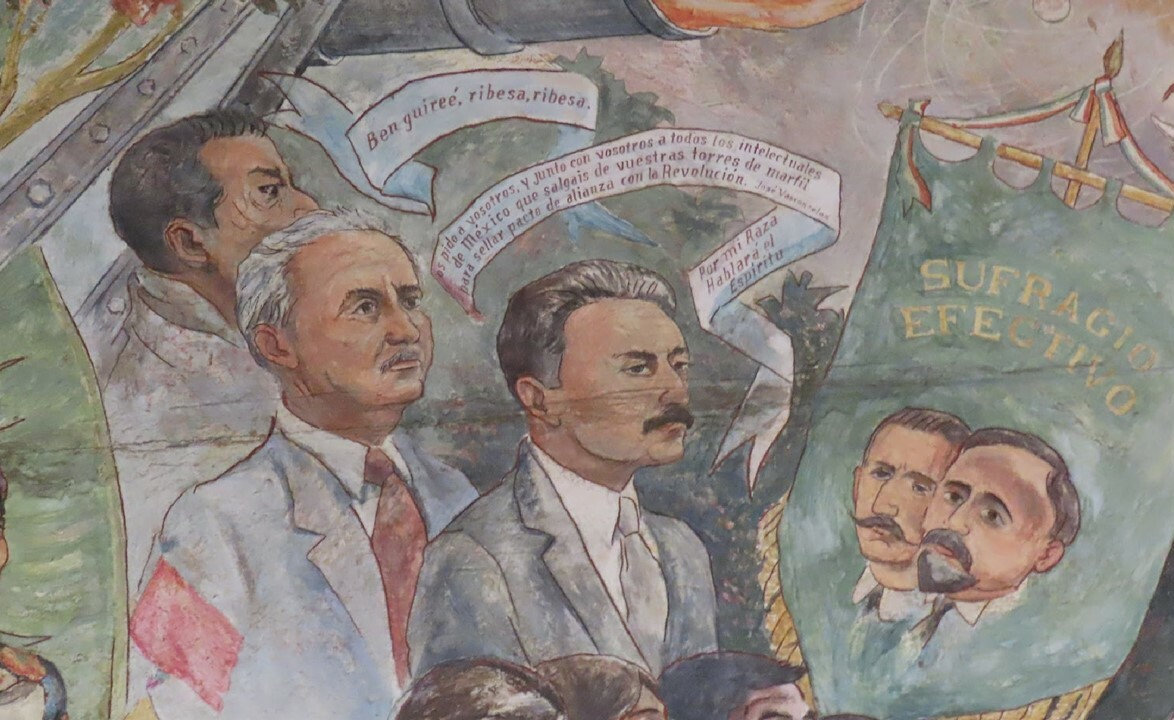
De la mural, José Vasconcelos al medio con bigote

El muralismo mexicano y oaxaqueño tiene profundas raíces. Los magníficos murales de las tumbas de Monte Albán, por ejemplo, tienen alrededor de 1.500 años de antigüedad, La Tumba 104  ha sido cuidadosamente reproducida por el Museo Nacional de Antropología (México) e ilustra los murales originales. Y vale la pena de visitarlo.
Cualquiera discusión sobre el muralismo mexicano moderno comienza con José Vasconcelos Calderón (1882-1959). Fue un hombre importante en la vida política y en la historia en Oaxaca y México. Por eso, su retratado está representado  en el mural. Vasconcelos fue un líder colorido e influyente de Oaxaca.  Después de que terminó la Revolución Mexicana en 1921, como secretario de Educación, obtuvo un gran presupuesto y generó proyectos para fomentar el nacionalismo. Su Secretaría de Educación patrocinó grandes murales patrióticos en espacios públicos.
Cuando era niño, Arturo García Bustos, era residente del Centro de la Ciudad de México, y el observó cómo se pintaban los murales patrióticos por los artistas famosos. Posteriormente estudió la pintura de murales con los muralistas originales como Diego Rivera que estaban siendo financiados como parte de este arte nacionalista y Frida Kahlo. Ella tenía un grupo de estudientes llamado Los Fridos. Colaboró diariamente con Kahlo en murales a mediados de la década de 1940. El mural Oaxaca en la historia y el mito surge de las raíces del muralismo y el nacionalismo que José Vasconcelos plantó unos 50 años antes de que García Bustos pintara este mural.
José Vasconcelos, un hombre con profundas conexiones con el pasado, en la casa que se dice que Hernán Cortés construyó para su amante-intérprete. La casa está localizado en Coyoacán, un barrio colonial de la Ciudad de México. La forma en que llamamos a esta mujer muestra cómo la vemos. Al nacer parece que la llamaron Malintzin o alguno similar. Parece ser que al quedar esclavizada por Cortés pasó a llamarse Doña Marina . A lo largo de los años, a menudo la han llamado La Malinche , lo que tiene la connotación de que era una traidora, lo cual los historiadores dicen no lo era.
Algo mẚs sobre la casa mencionada arriba y que se dice fue construida por Hernán Cortés para su amante Malintzin y donde vivió José Vasconcelos Calderón. García Bustos, siempre defensor de la historia y la antigüedad de México en su arte y su vida, compró la casa a principios de la década de 1960 y vivió allí durante medio siglo, pintando con su esposa, la artista Rina Lazo. También él construyó una casa en San Filipe de Aqua, un suburbio de Oaxaca y la visitaba de vez en cuando como todavía lo hace su familia.

## Descripción general
El mural decore 220 m² (263,1 yd²)  de espacio en la pared con unas 100 imágenes de objetos, personas y eventos relacionados con la historia de Oaxaca, representada en un semicírculo alrededor de una gran escalera interna.
El artista utilizó la elaborada y laboriosa técnica encáustica, utilizando cera caliente. La superficie rugosa creada por la cera refleja la luz y da vida al mural. El mural cuenta las historias de Huaxyacac-Antequera-Oaxaca-Oaxaca de Juárez, los nombres que recibió la ciudad de Oaxaca a partir de finales del 1400. El mural tiene tres paneles que cubren tres épocas de la historia de Oaxaca. En orden cronológico los paneles son; Prehispánica, a veces llamada era precolombina, de hace unos una estancia de tiempo que no sabemos (10.000 o tal vez 20.000 años) hasta 1521, la segunda panel traite de la época colonial cuando el futuro país llamado España creó y gobierna la Nueva España (1521 a 1821) y el tercer panel representa los 100 años de malestar divididos. en la Guerra de Independencia de México, la guerra de Reforma, la Segunda Intervención Francesa y la Revolución Mexicana, de 1810 hasta  1921 y más tarde.

Algunos dicen que la capa inferior de cada panel representa la vida cotidiana. La capa intermedia ilustra las fuerzas y acontecimientos que dieron forma a la historia de Oaxaca. La tercera, o capa superior del mural, representa los ideales y líderes de Oaxaca a través de las tres épocas retratadas.En general eso es verdad.

## Panel Prehispánico

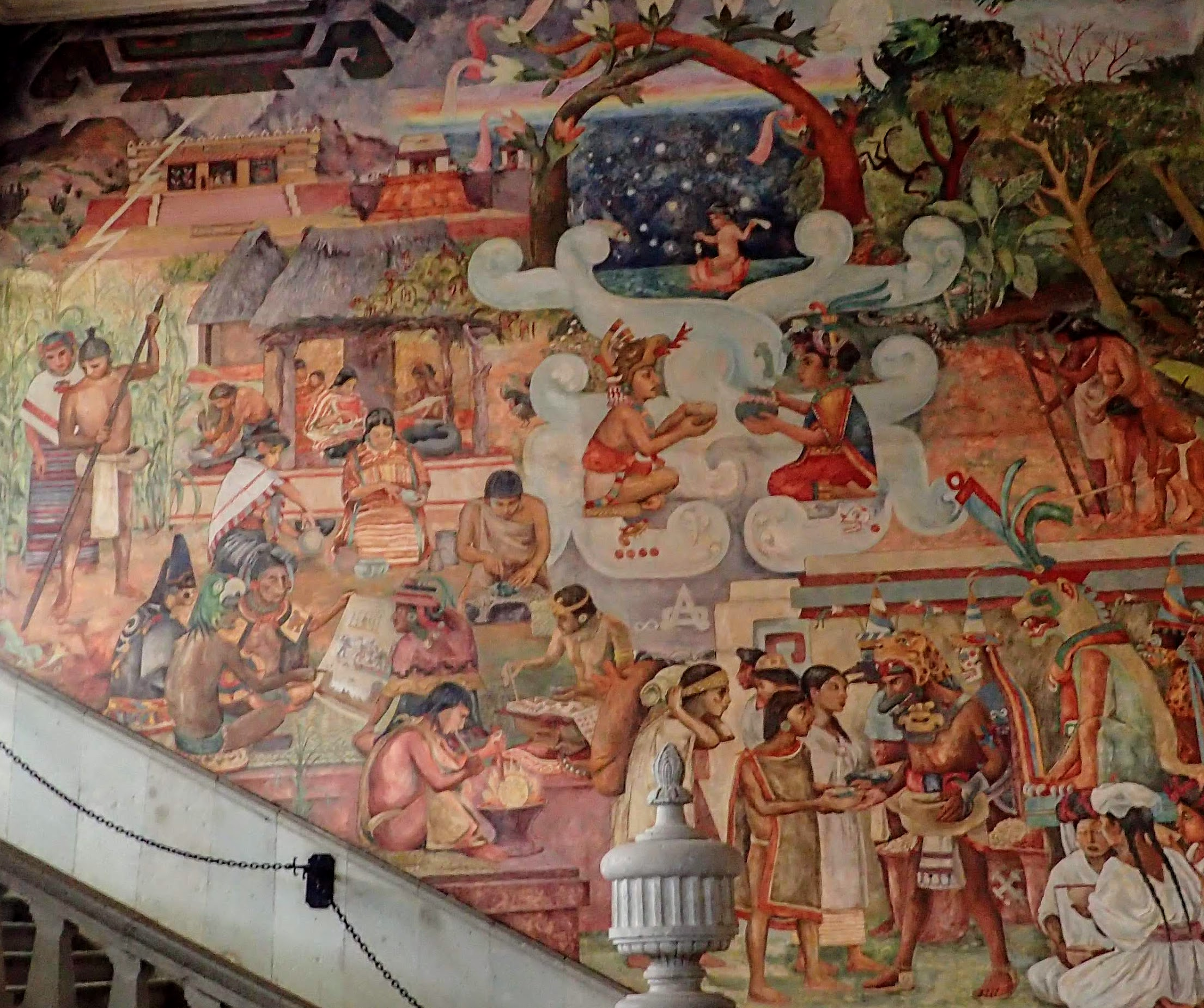
El panel prehispánico

El término prehispánico se refiere al período en Mesoamérica antes de la llegada de los españoles. Los críticos del uso del término, razonan lo siguiente:
"La palabra prehispánico tiene una connotación de "aparición" de los pueblos mesoamericanos en la historia a partir de la llegada de Hernán Cortés y de los hispanos que lo acompañaban; previamente, Mesoamérica era una región habitada por civilizaciones y culturas diversas, muchas de ellas. en contacto interétnico 
El término prehispánico ha reemplazado al término precolombino en muchos lugares. Hasta el momento no existe un término universal para reemplazar a prehispánico pero si pasado es prólogo, habrá un término nuevo como fue el caso con la expressión precolombino.

### Las montañas y los relámpagos

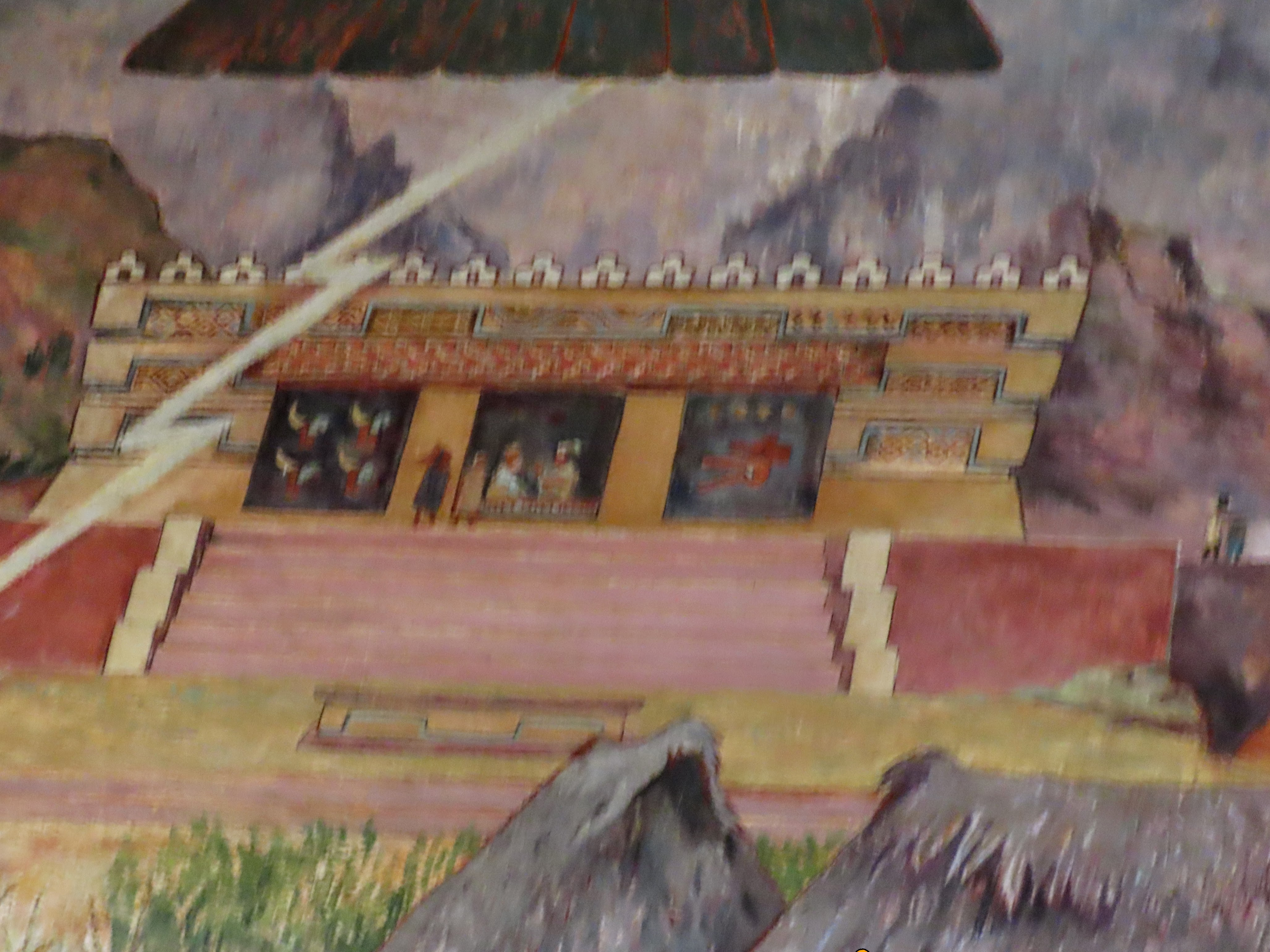
Las montañas y los relámpagos del mural.

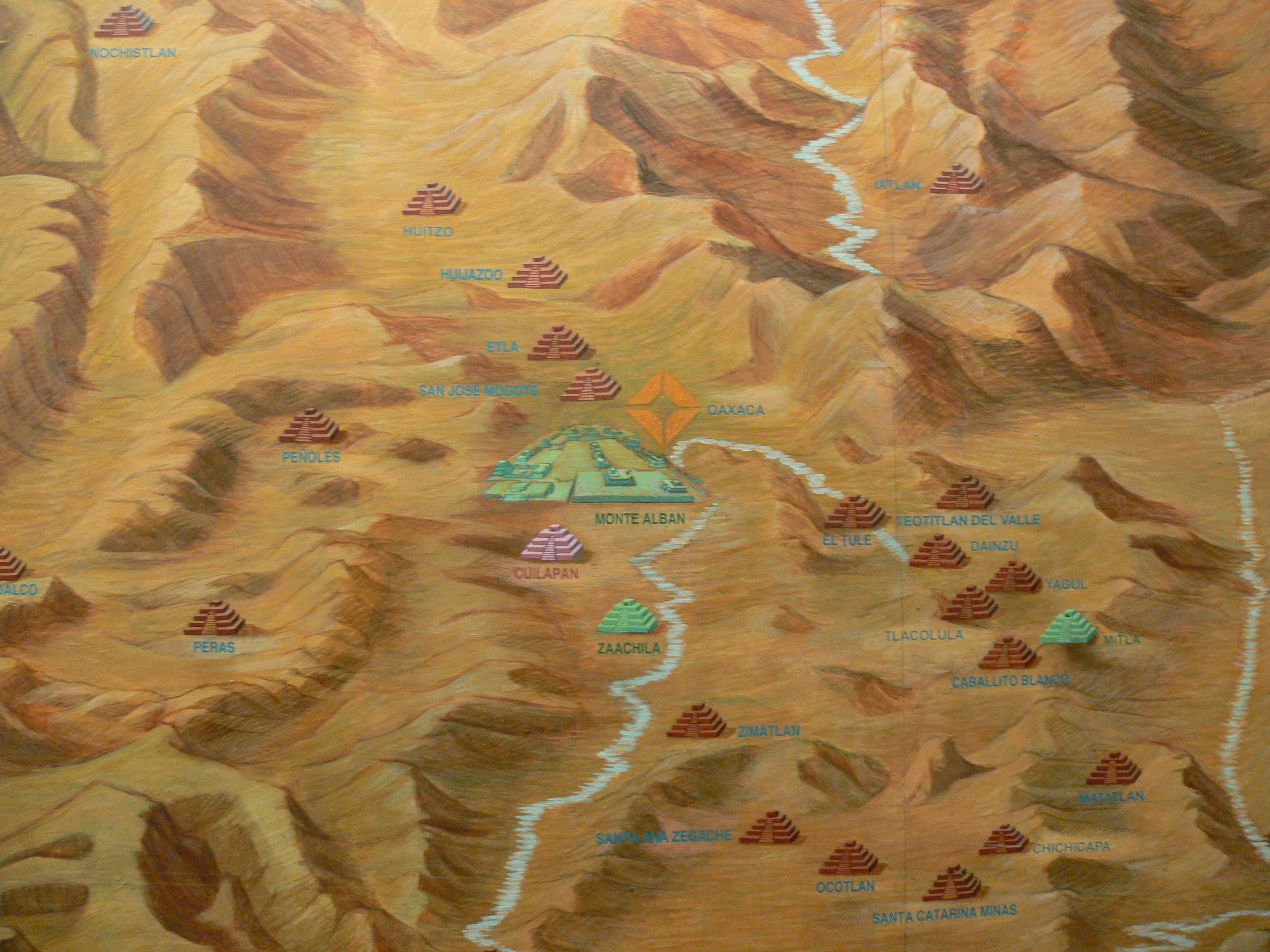
Las montañas alrededor de Oaxaca (Monte Albán).

La esquina superior izquierda del panel prehispánico representa una montaña y los otros dos paneles del mural también contienen montañas, un recordatorio de que el 90% del estado de Oaxaca es montañoso. Este terreno ha influencado fuertemente la historia y los mitos de Oaxaca como se refleja en varios elementos del panel prehispánico. El aislamiento creado por las montañas, llamadas Sierra Madre de Oaxaca y Sierra Norte de Oaxaca, han ayudado a generar y sostener 16 pueblos indígenas de Oaxaca formalmente registrados. Un inmenso mapa abajo, encontrado en el Museo Nacional de Antropología en la Ciudad de México captura el predominio de las montañas en el estado de Oaxaca. La ciudad estado prehispánica llamada Monte Albán por los españoles después de la conquista, aparece en color verde en el mapa abajo. En el mapa también aparecen otros 20 asentamientos prehispánicos. Monte Albán era la ciudad lo más poderosa. También, un inmenso lago, supuestamente en el Valle de Oaxaca, habría sido fuente de alimento.

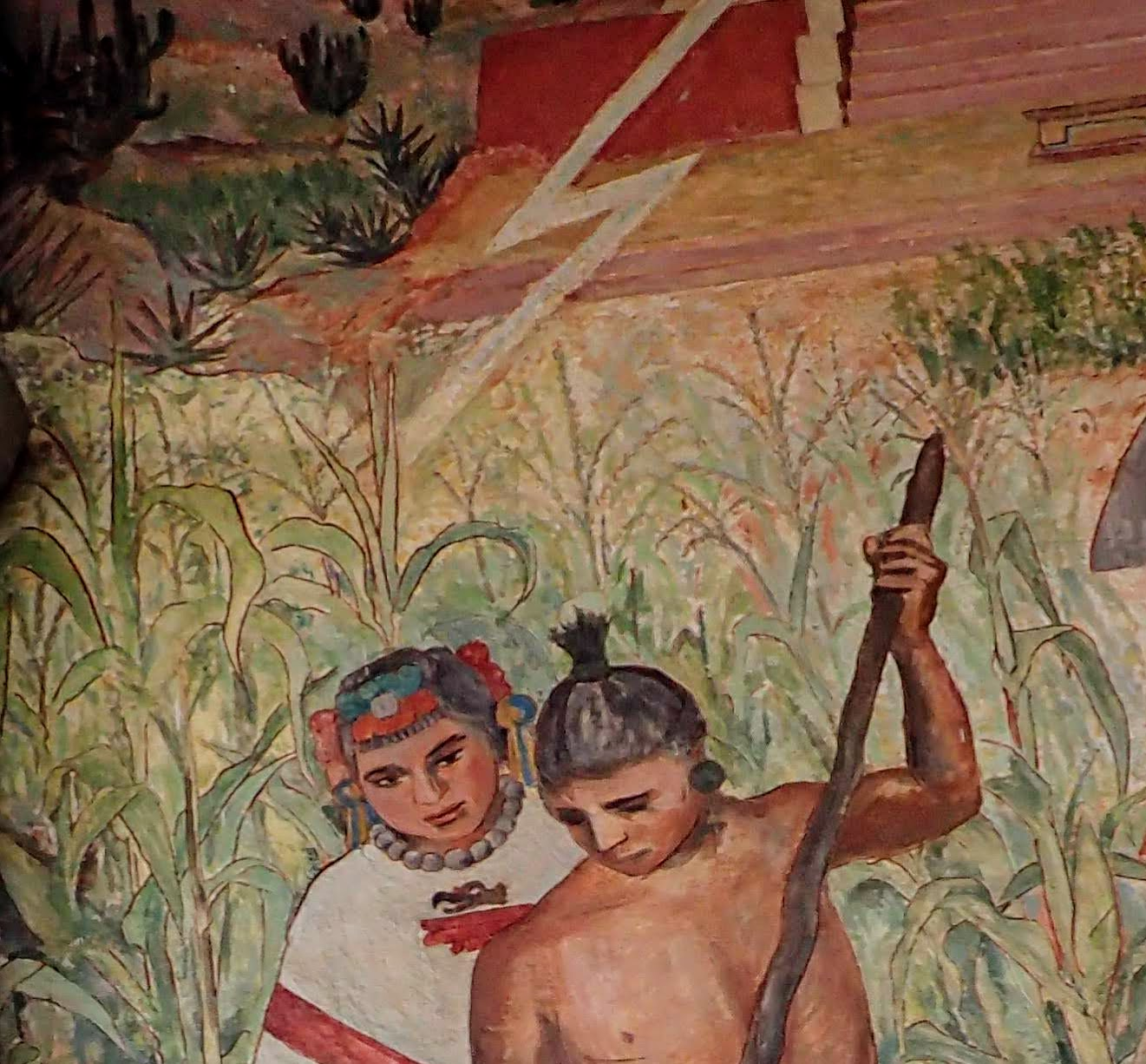
Los rayos de relámpagos envían energía al maíz

La esquina superior izquierda del panel también muestra relámpagos emanando del cielo. Esto nos da una idea del poder que los zapotecas y mixtecos veían en los relámpagos y en el cielo como fuente de vida, energía y poder. En el mural, García Bustos también representa relámpagos enviando energía al maíz en la milpa . 

### Estructuras Prehispánicas
Hay dos estructuras prehispánicas principales representadas en el panel prehispánico. Un palacio en la parte superior izquierda, presentado arriba, y un lugar de reunión al aire libre con techo de paja en el medio del panel. La construcción con techo de paja o palapa es la que se ha utilizado a lo largo de la historia de la zona y todavía se utiliza ocasionalmente  especialmente en lugares turísticos. Note las vainas rojas contra la paja. Rojos o verdes, son producidos por los árboles de guaje y contienen semillas comestibles que algunos oaxaqueños consideran un manjar. Y el nombre Oaxaca se deriva de la palabra guaje.

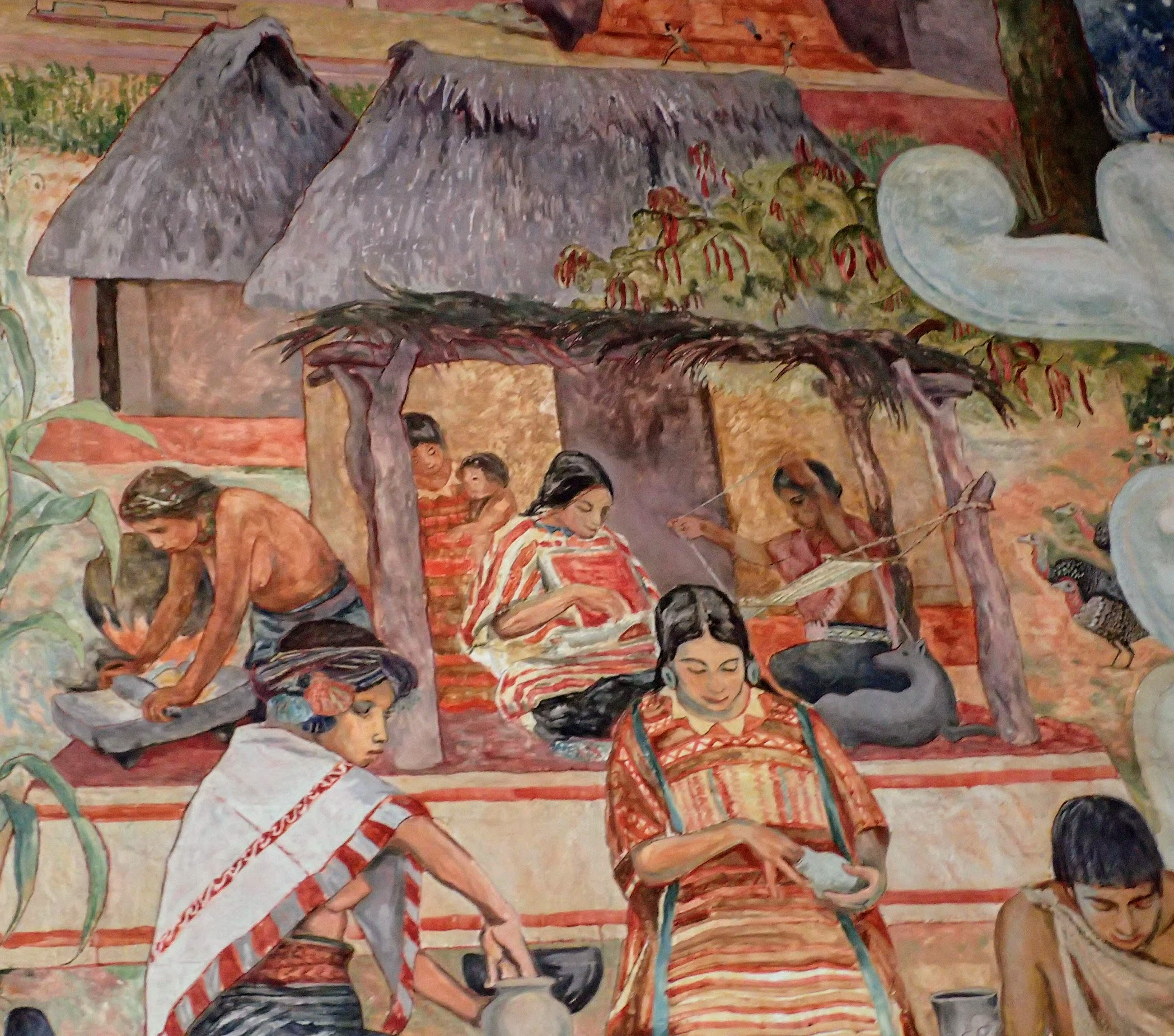
Un edificio con techo de paja

El edificio palaciego evoca el diseño del Palacio de Mitla. Este lugar estaba habitada por pueblos zapotecas y mixtecos cuando los españoles llegaron al estado de Oaxaca en 1521. Era conocido como Mitclán  y como la entrada al inframundo y aquí los mixtecos y zapotecas enterraban a sus muertos, especialmente sus jefes.
Comparando las dos imágenes de arriba, el palacio pintado por García Bustos se parece mucho al palacio de Mitla. Sin embargo, localizado flotando en el cielo , también lo evoca la sensación de Monte Albán, que se encuentra a 400 metros sobre el fondo del valle donde se asienta la ciudad de Oaxaca hoy en día. Monte Albán no estaba habitado cuando los españoles conquistaron lo que hoy es el estado de Oaxaca. Monte Albán se construyó durante siglos, espues de  nivelar una montaña. Aproximadamente en el año 500 a. C., los zapotecas de pueblos circundantes como San José de Mogote, se reunieron y crearon la primera etapa de su nueva ciudad-estado. 900 años después tenía unos 40.000 habitantes y disfrutaba del comercio con Tenochitlán y el mundo maya. Monte Albán era una comunidad y una civilización avanzada con un calendario, similar al calendario azteca, lengua escrita, y entre otras características, un edificio dedicado a la observación de los cielos.

### Habilidades domésticas y artísticas.

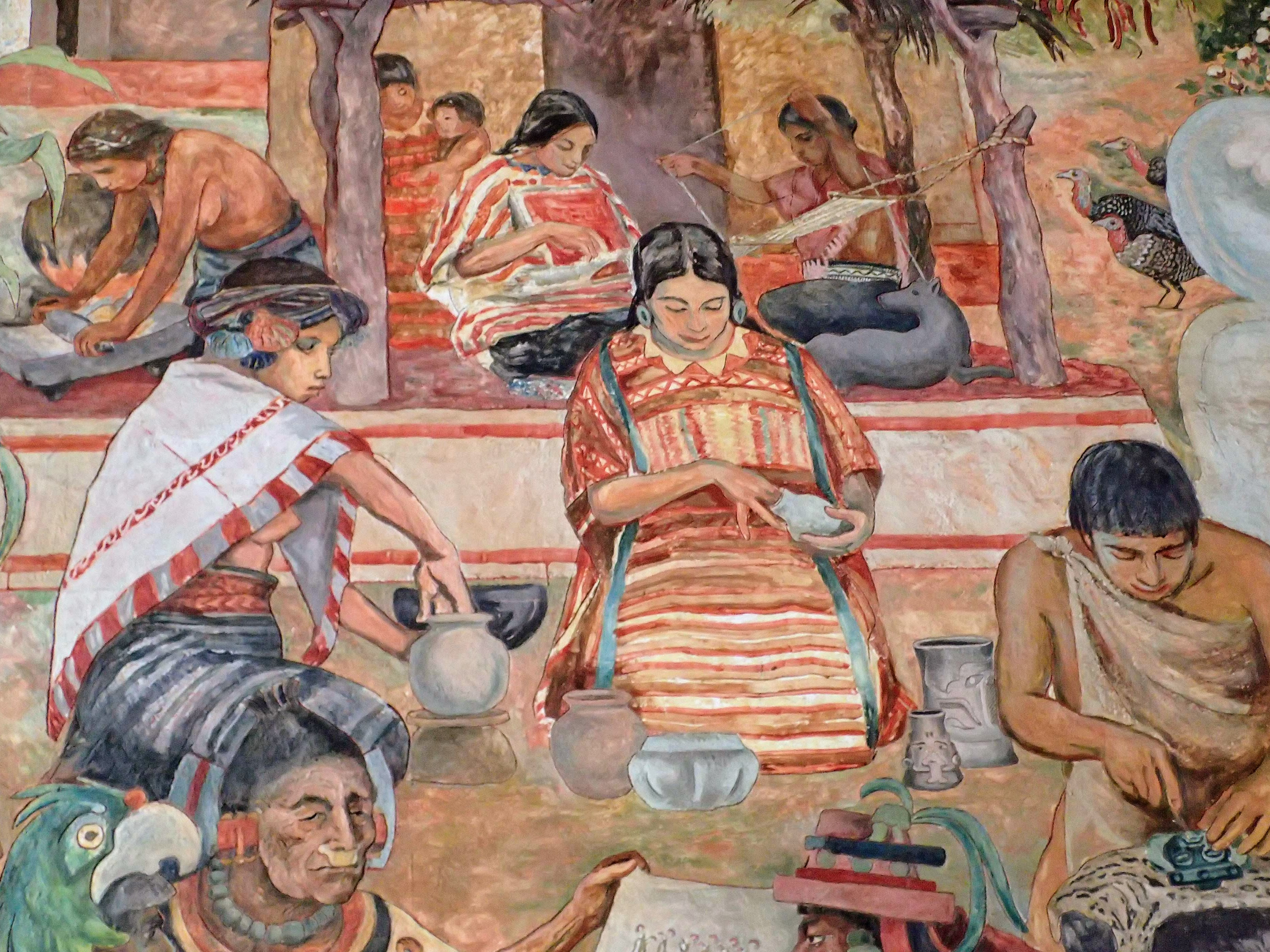
Cinco habilidades domésticas y artísticas

La figura de arriba retrata cinco habilidades domésticas y artísticas del área de Oaxaca.[cita requerida]</link> y otros elementos de la vida prehispánica. Comenzando con la imagen de fondo en la esquina superior izquierda, una mujer prepara comida con un metate en piedra que se usa para moler granos y semillas. Los metates se utilizaron por primera vez en México hace unos 5.000 años. En la segunda imagen de fondo, vemos a un adulto cuidando a un niño. Los niños de Mesoamérica enfrentaron muchos desafíos. Delante del adulto y del niño está sentada una mujer con su vestido brillante. A su izquierda, dos mujeres parecen estar tejiendo . Debajo de las vainas de guaje, descritas anteriormente, y a la derecha están los pavos salvajes o guajolotes como se les conocen en México. Los animales grises se mimetizan con el entorno y a la izquierda de los pavos se encuentran perros mexicanos sin pelo conocidos como Xoloitzcuintle o Xolos. Sirvieron como mascotas, íconos espirituales y alimento en la época prehispánica. Las dos mujeres delante del perro están dando forma a la cerámica . Un hombre al frente parece estar tallando una máscara .
Colocar todas estas artesanías alrededor de una sola casa hace que parezca como si la gente viviera en unidades autosuficientes, fabricando su propia cerámica, textiles y tal vez todo. Los registros arqueológicos de la época prehispánica indican que las artesanías oaxaqueñas normalmente se hacen en comunidades específicas y altamente especializadas. Entonces, probablemente cada una de las artesanías que se muestran aquí habrían sido hechas en un pueblo distinto, en la época prehispánica, como suele ser el caso hoy en día.

### La agricultura
El artista ilustra el nacimiento de la agricultura en Mesoamérica con cuatro imágenes. Ilustrando así algunos de los primeros ejemplos de la agricultura en el mundo, hace unos 10.000 años. La imagen parecida a una hierba silvestre que se muestra a continuación representa el teosintle. Este es el abuelo del maíz. Como se puede deducir del ejemplo del teosintle a continuación, era pequeño con unos pocos granos duros y minúsculos y crear maíz suave y dulce, en mazorcas grandes, a partir de la hierba silvestre original fue un gran ejercicio de observación y paciencia.

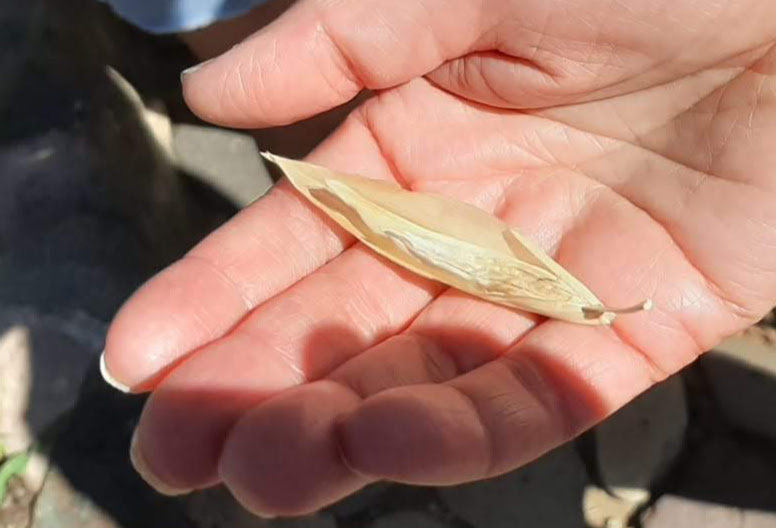
Una mano con teosintle

Algunas de las primeras pruebas de la domesticación del teosinte y otras plantas se han descubierto en cuevas del estado de Oaxaca. Esta investigación es del año 2001. No es descabellado esperar que haya nuevas investigaciones y nuevas descubiertamientos.

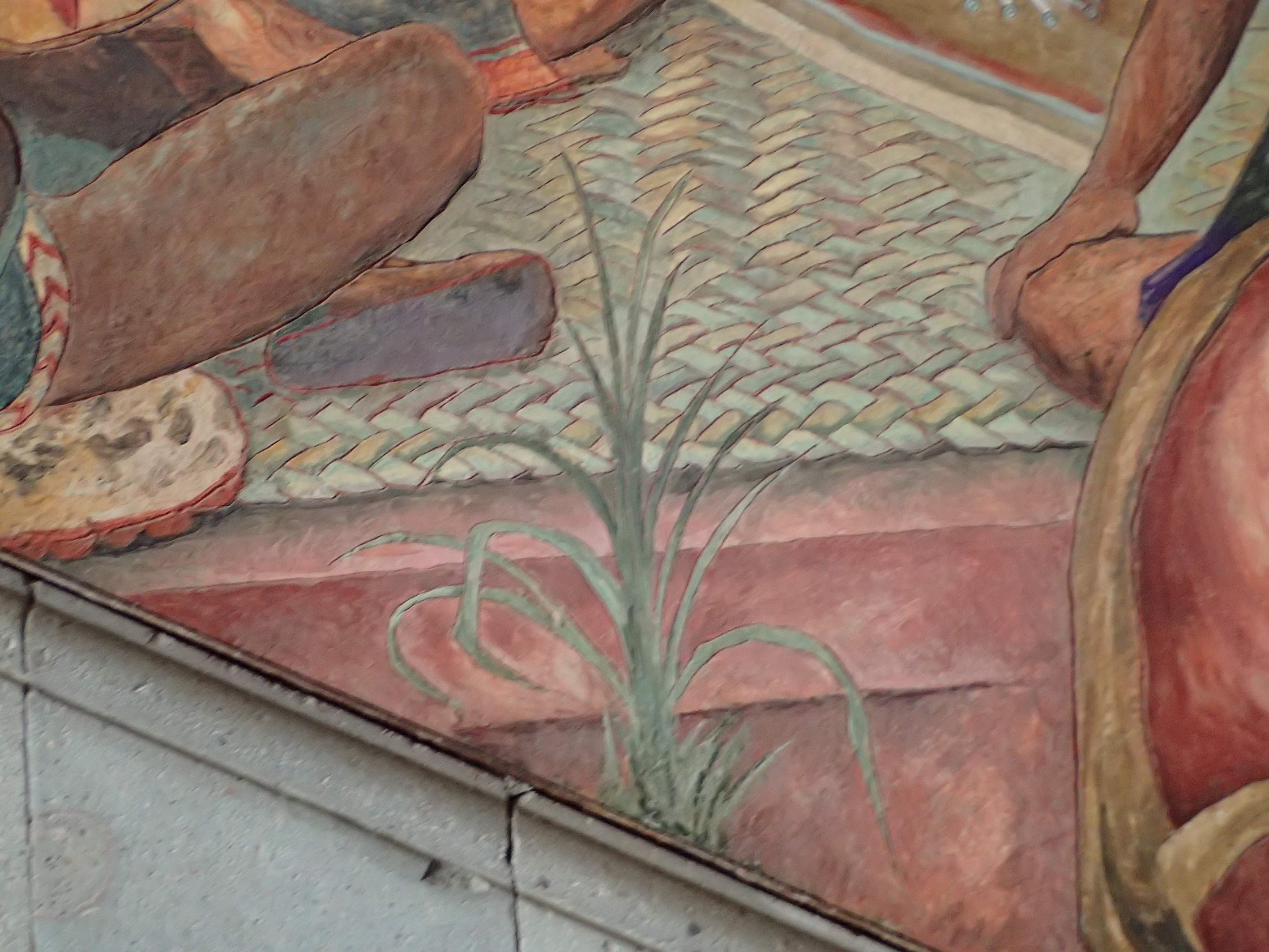
El teosintle

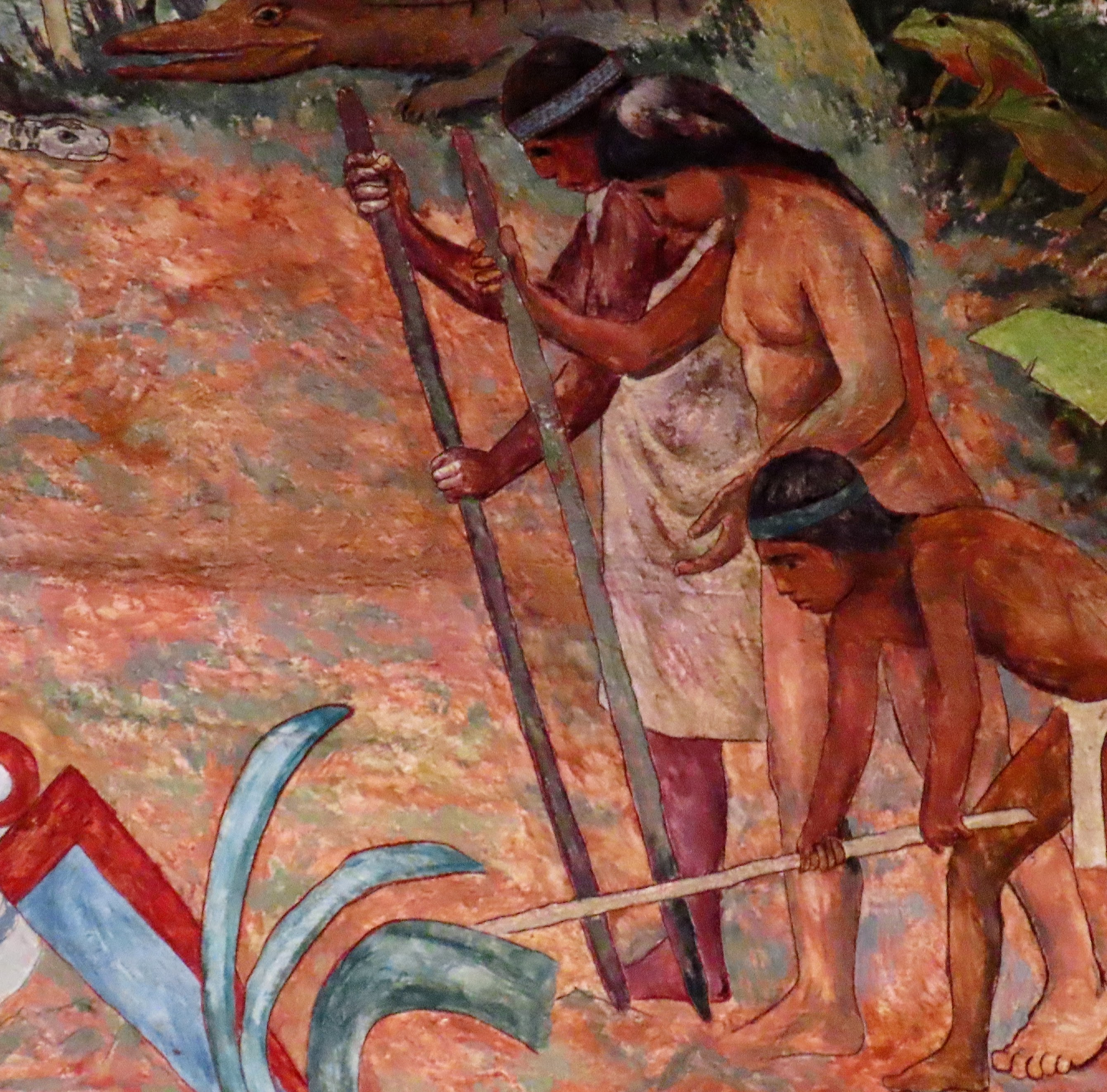
Una familia cultivando la tierra.

La siguiente imagen ilustra una pequeña familia cultivando la tierra, uno de los primeros etapas en la organización de la agricultura. La agricultura es un esfuerzo grupal y requirió pasar de una fase de cazadores-recolectores a pequeñas comunidades agrícolas como San José Mogote, que se encuentra cerca de la ciudad de Oaxaca de Juárez.
El palo cavador que se utiliza para cultivar la tierra es un uictli en náhuatl. Después de la Conquista, y con la dominación del idioma español, se le llamó coa.
La siguiente imagen ilustra a un hombre y una mujer trabajando la tierra con un uictli. El hombre y la mujer están trabajando en una milpa .

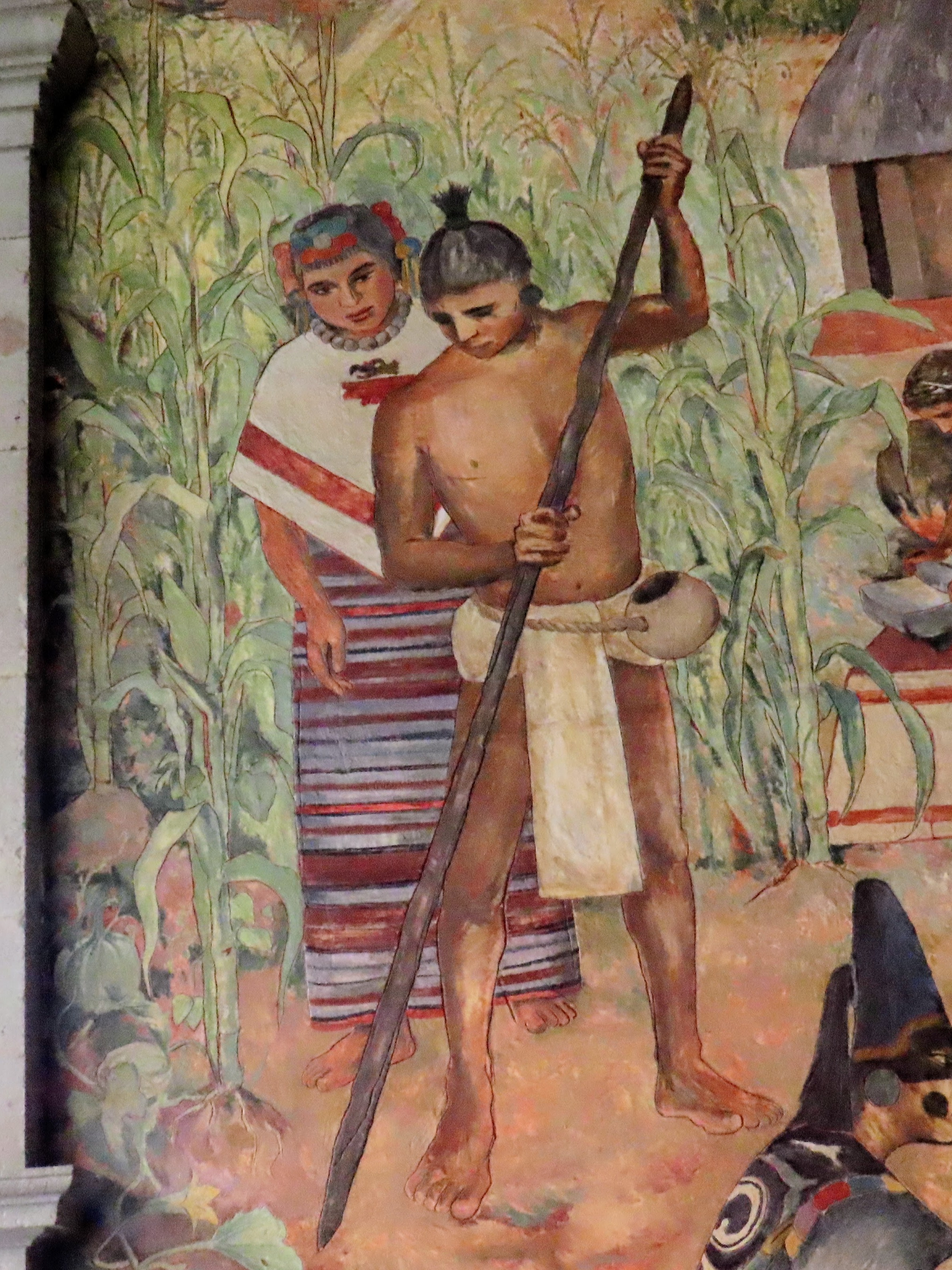
Trabajando en una milpa

La falda de la mujer parece estar tejida, un paso adelante respecto a la prenda holgada de la figura anterior. Quizás fue tejido en Monte Albán hace más de 2.000 años. Además del maíz que crece detrás de ellas, hay calabazas a sus pies, como se ve en la imagen de abajo, un elemento del método de cultivo de las tres hermanas .

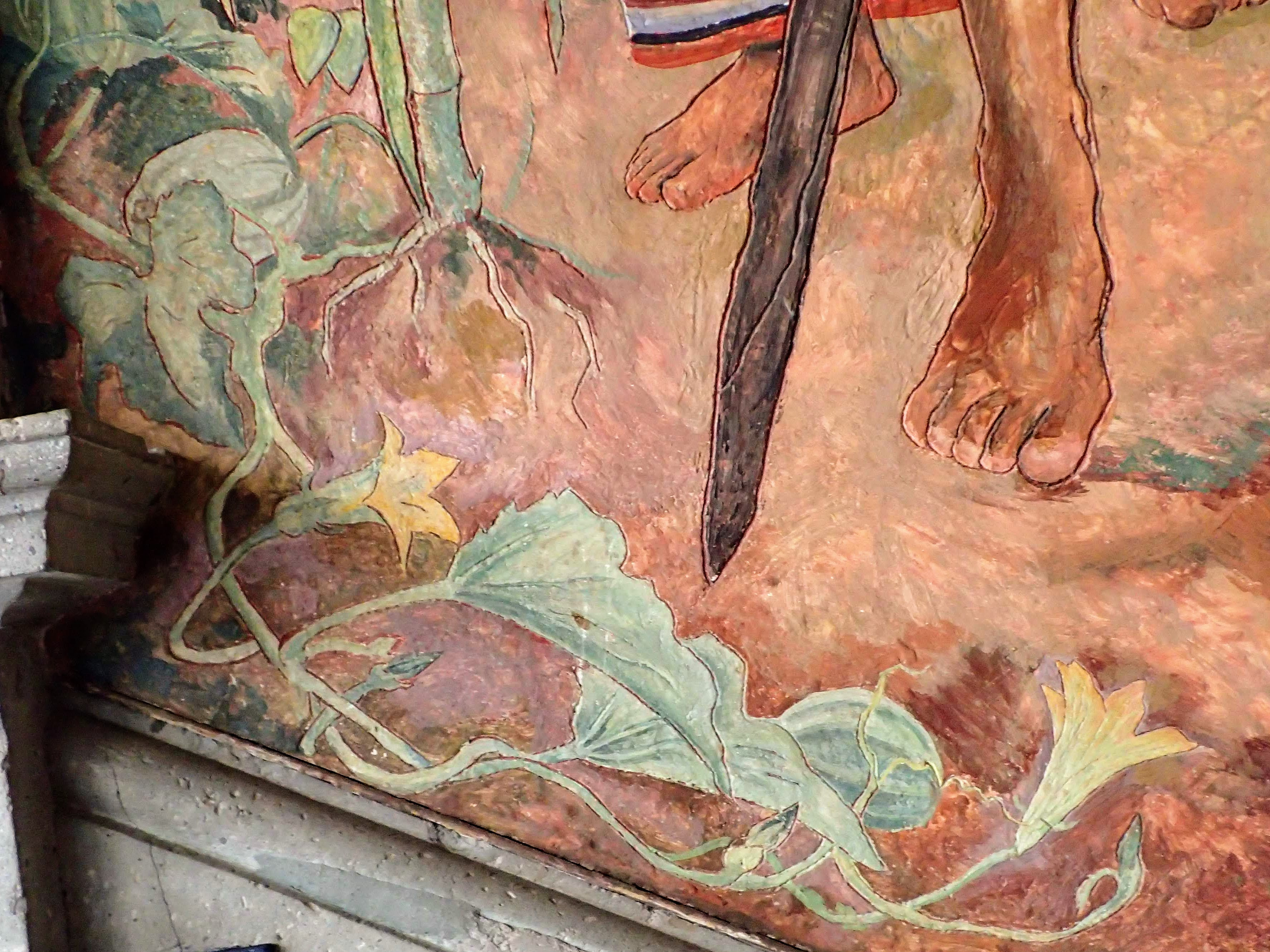
Las calabazas creciendo en una milpa

El hombre tiene una calabaza alrededor de su cintura. Las calabazas se utilizaban como recipiente para semillas hace 8.000 años o más.

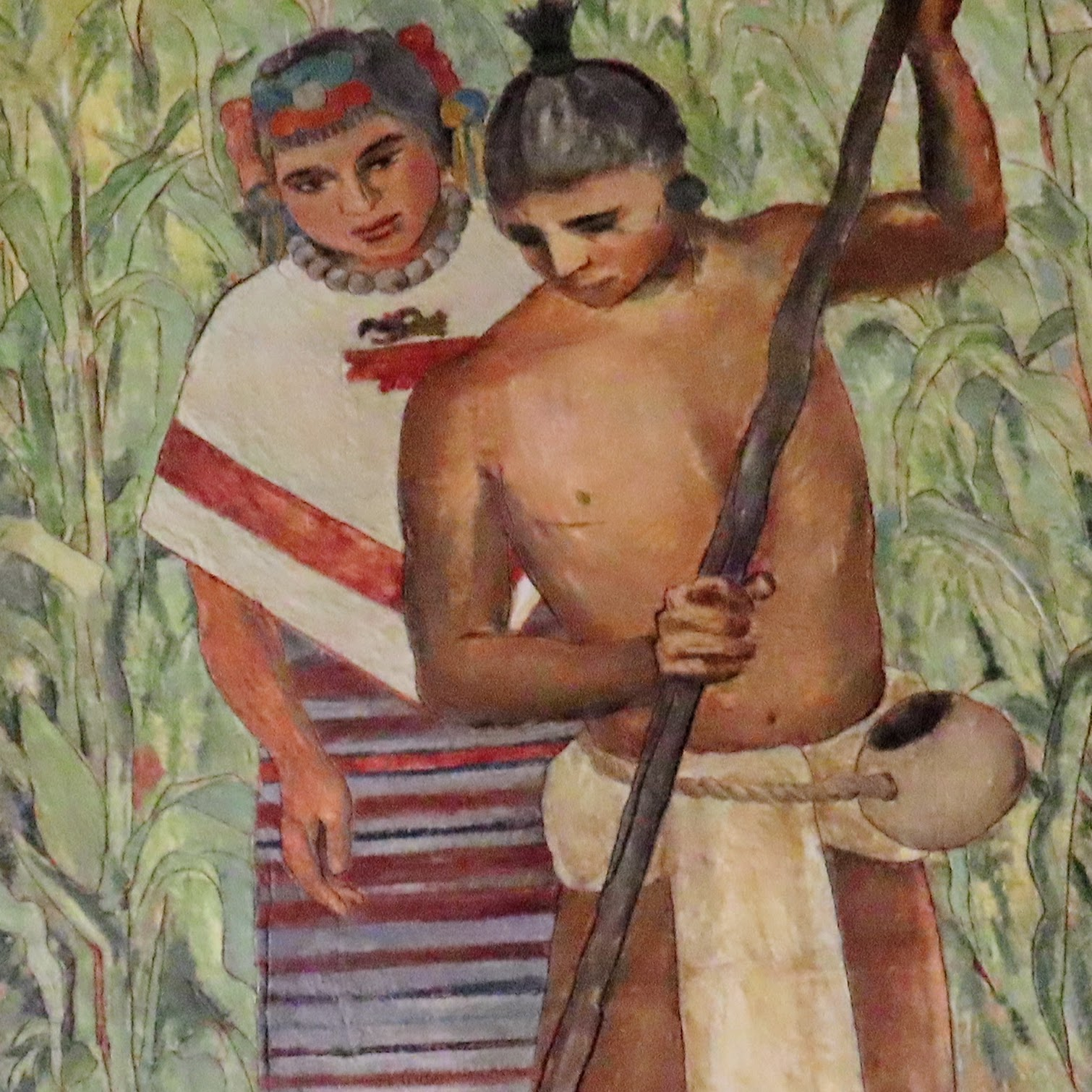
Calabaza con semillas alrededor de la cintura

### Los códices
García Bustos incorpora representaciones exactas de códices prehispánicos en su mural, usándolos para representar la mitología y la historia. Los códices mixtecos son ricas fuentes de información y han sido estudiados en muchos libros y artículos. Se pueden estudiar en línea las versiones en alta definición de los códices existentes.

#### Los códices mixtecos
Entre los códices prehispánicos mixtecos existentes, hay seis  u ocho. Los códices mixtecos y sus homólogos mayas son los únicos documentos históricos y genealógicos que sobrevivieron a la conquista española. Otros códices creados tras la conquista fueron elaborados con influencia española como fue el caso de los llamados códices aztecas y el Códice florentino. Algunos códices contienen un mito de origen. Estas representaciones revelan que los dioses desempeñaron un papel en el nacimiento de los gobernantes, estableciendo así la conexión de los gobernantes con los dioses y el derecho divino a gobernar de una generación a otra.
García Bustos, fiel a su búsqueda del realismo en sus interpretaciones, utilizó varias elementos de los códices mixtecos. Algunos códices rastrean las imágenes relacionadas con las historias de gobernantes conocidos e incluso contienen anotaciones de fechas que han sido descifradas. Otras historias retratadas en los códices son en gran medida míticas. Aunque no son verdades literales, los mitos reflejan la forma de pensar de un pueblo y en Mesoamérica se utilizan en muchos lugares, incluyendo el arte, la arquitectura, la poesía y la religión.
La imagen de abajo, del mural, es una reproducción casi exacta de un panel de la página 13 del Códice de Viena. Un artículo de Jansen, Pérez y Jiménez interpreta esta imagen como una de varias relacionadas con la fundación y ritual realizado en el palacio oriental del cielo.

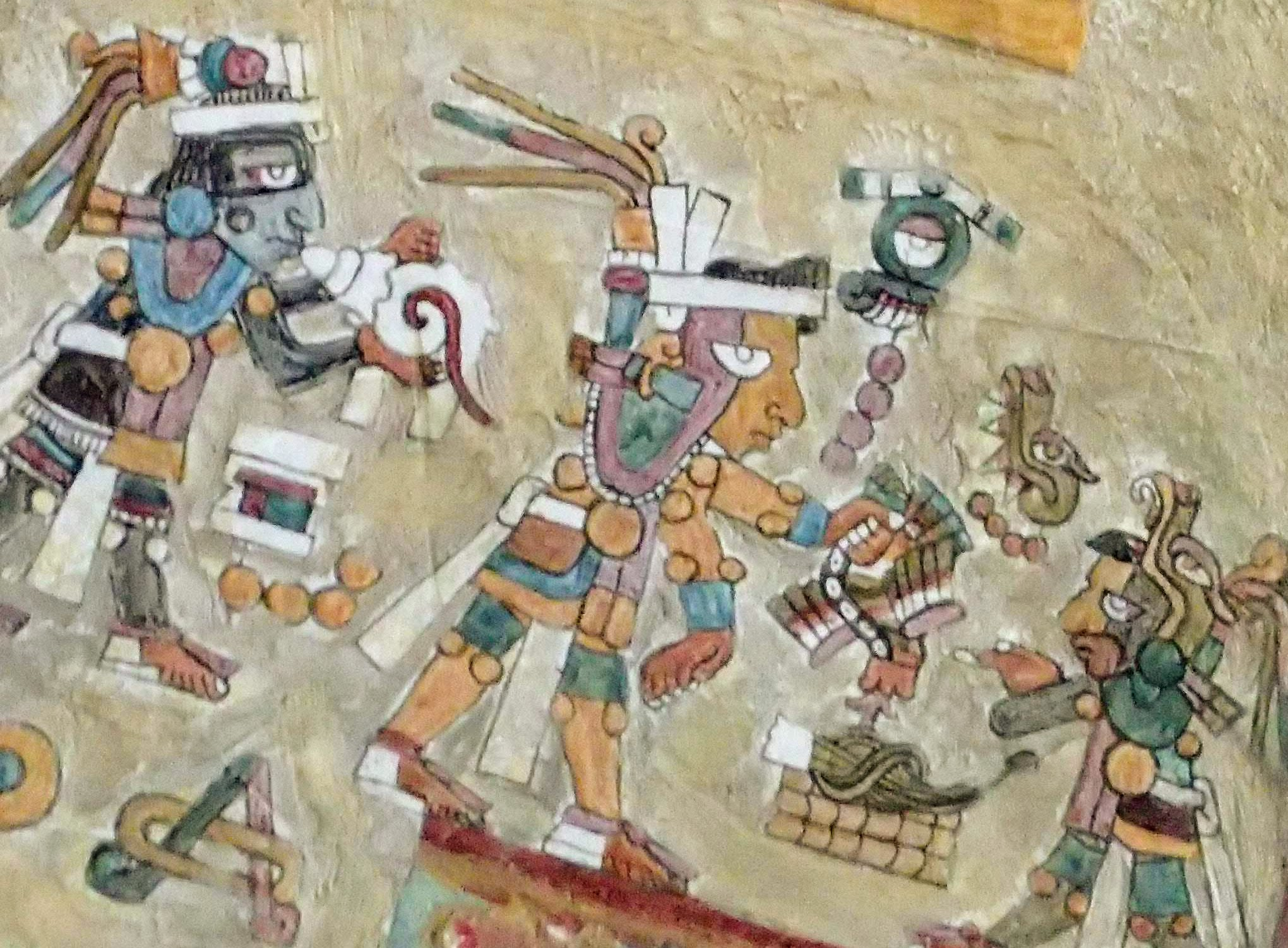
Reproducción por Bustos a partir de un códice

Hay una letra A mayúscula localizada en la parte inferior izquierda de la figura de arriba, unida con un círculo estilizado alrededor del centro. Normalmente, este símbolo AO se adjunta a uno de los cuatro símbolos, formando así un signo de año utilizado en el calendario mixteco de ciclo de 52 años. Dado que este símbolo no incluye uno de los cuatro símbolos adicionales, una explicación es que el símbolo de la letra A mayúscula con una O en el medio representa el comienzo de los tiempos. Imágenes similares con grandes "A" aparecen en los tres paneles del mural.
Un artista mixteco está pintando un códice abajo. Las páginas dobladas son tiras de piel de ciervo curtida cubiertas con yeso blanco. Los colores utilizados fueron ocre dorado, siena tostada, rojo carmín, azul turquesa, verde oliva, gris y negro. Y a veces solamente rojo y negro. Pero García Bustos optó por utilizar otros colores y menos carmesí que los códices originales, más acordes con los colores generales del mural.

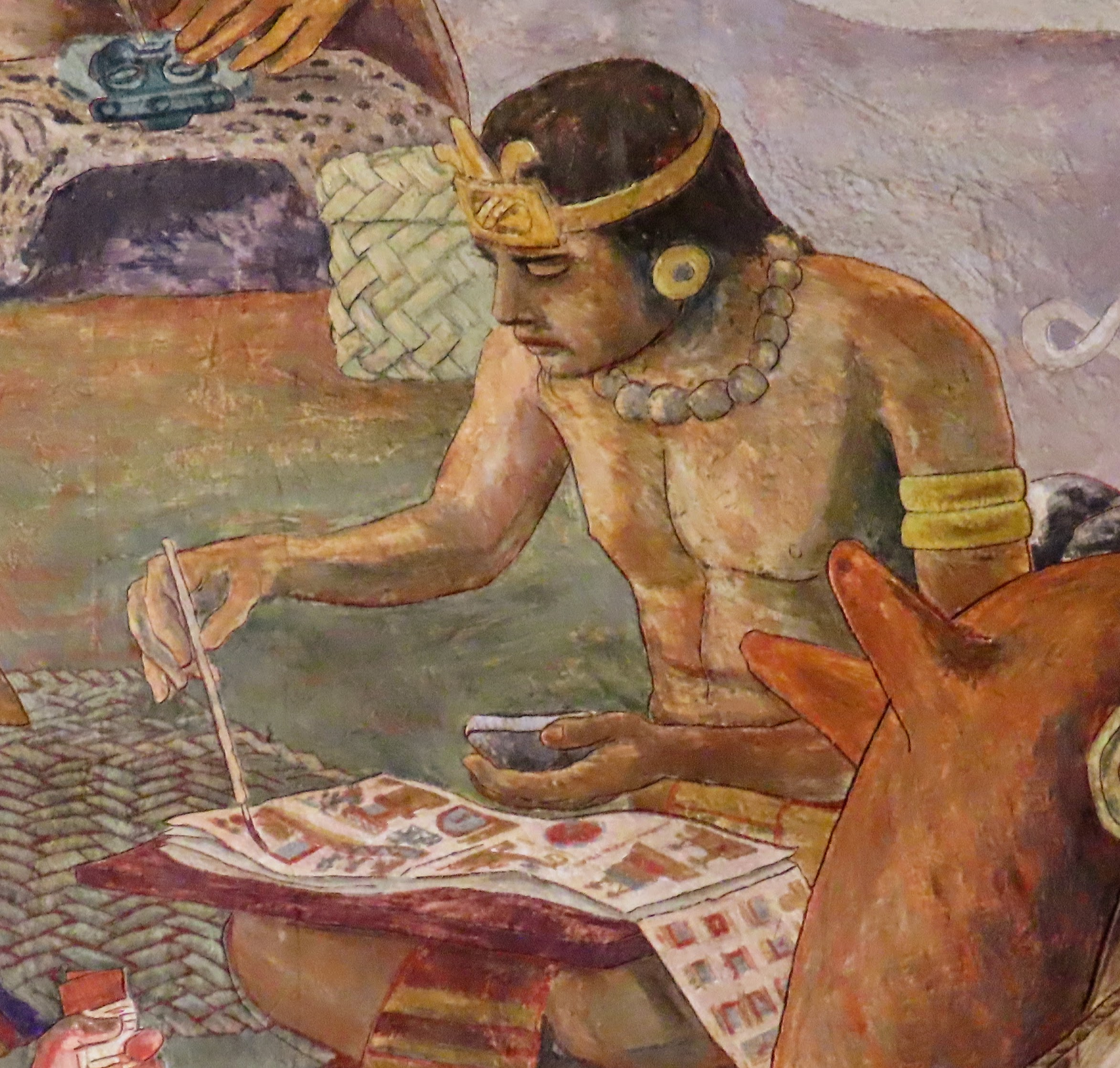
Pintando un códice

La siguiente imagen incluía elementos del Glifo del Árbol Yuta Tnoho; localizado en la página 37 del Codex Vindobonensis Mexicanus o el Codex Yuta Tnoho. Las ramas cruzadas de un árbol de pochote, un niño recién nacido, los torbellinos que representan a Quetzalcóatl (la fuente de la lluvia y la vida) son todos elementos de este importante Árbol de la Vida mixteca. En este mito de la creación se dice que la humanidad se nació a partir de las flores  de un árbol. Las ramas masculina y femenina del árbol se cruzan para producir vida de ser humana.

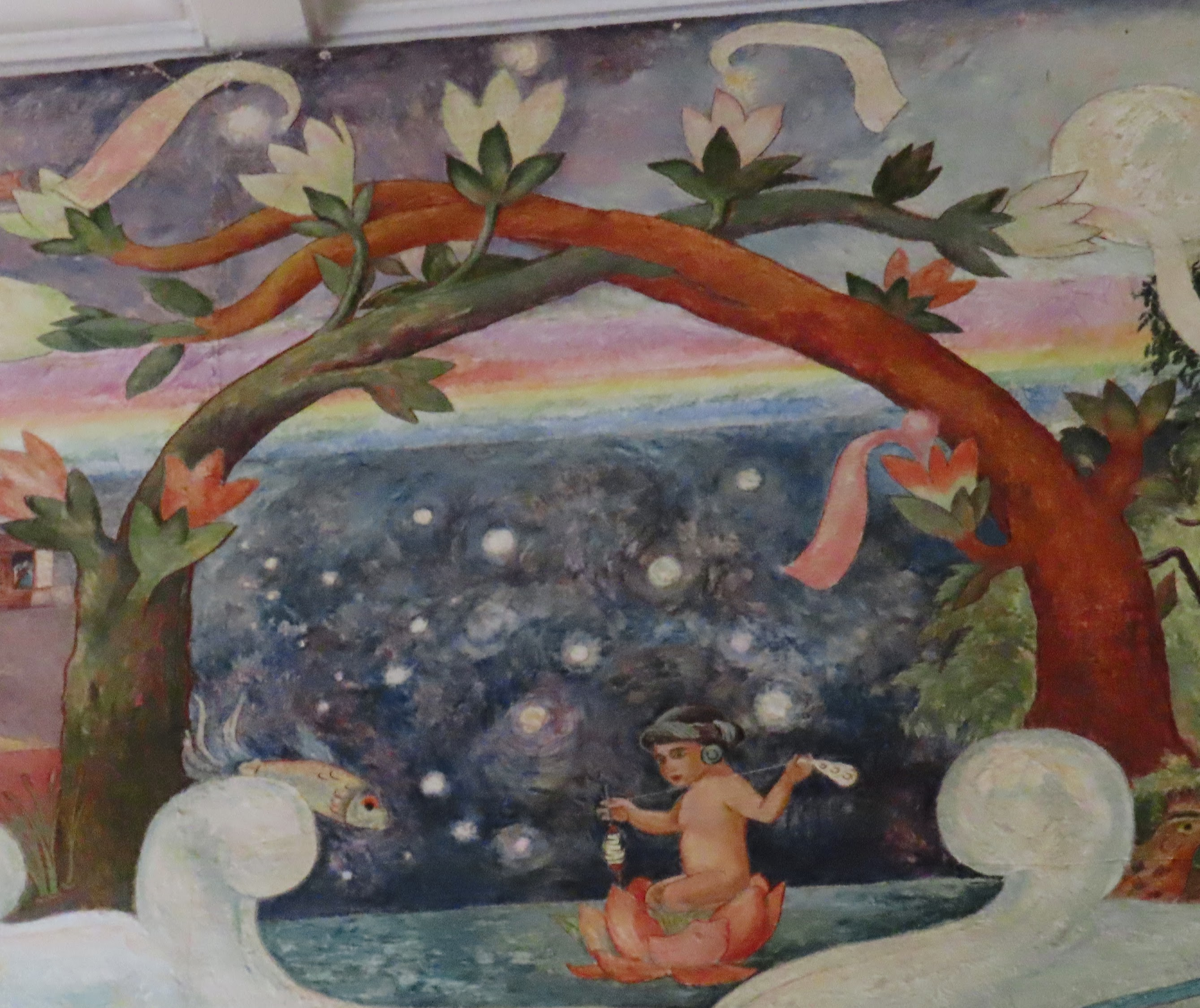
Las ramas cruzadas de un árbol de pochote en el árbol de la vida mixteco.

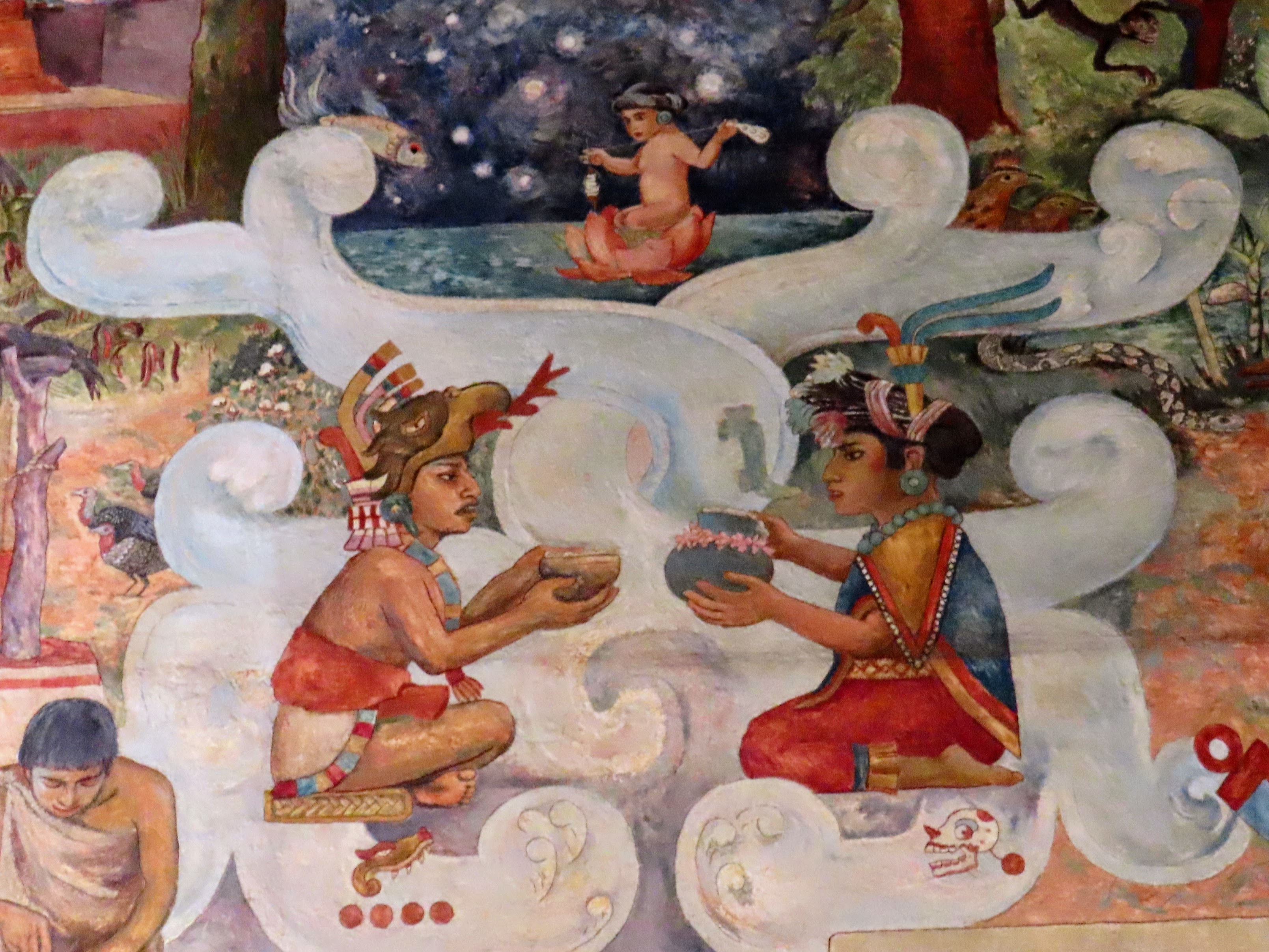
Las dos figuras principales del árbol de la vida mixteco

Las dos figuras principales de arriba, una masculina y otra femenina, han inspirado diferentes interpretaciones. Algunos ven en las dos figuras la historia de un pueblo formado por una pareja de indígenas. Otros ven una boda. Así identifica la escena García Bustos en su biografía. Las pistas sobre las identidades de los pueblos representados se encuentran en los glifos debajo de sus figuras, que indican sus fechas de nacimiento, en el calendario mesoamericano de 260 días. La figura masculina de la izquierda, identificada por un pecho desnudo, con un ícono de caimán debajo y cuatro puntos, es el Señor cuatro caimanes. La mujer de la derecha, identificada por su cabello largo y huipil, con la calavera y un punto debajo es Dama una muerte. El bebé recién nacido, nacido del árbol, es un elemento clave para los gobernantes mixtecos porque el niño establece la línea gobernante de los mixtecos de Apoala. Extendieron su dominio y poder a través de matrimonios entre familias líderes.

#### Fechas y nombres en códices
El calendario mixteco es similar al calendario azteca y otros calendarios mesoamericanos . En la cultura mixteca, los nombres se tomaban de las fechas de nacimiento del calendario ritual. Observamos anteriormente que el nombre de Dama una muerte está indicado en el mural por una calavera para la muerte y una dote para el año uno. Son 20 glifos, en su mayoría seleccionados de la naturaleza, como la calavera, durante días en los códices, y utilizados en toda Mesoamérica. Y hay 13 periodos de 20 días como "meses". Esto constituye un año ritual de 260 días. También existía un calendario de 365 días y un ciclo de 52 años en los calendarios mesoamericanos.
El Códice de Viena mencionado encima se conoce como Codex Vindobonensis (Mexicanus 1)  y últimamente también se conoce como Codex Yuta Tnoho, llamado así por su lugar de origen, no por Viena, donde terminó ahora en Europa. Actualmente la zona de Yuta Tnoho se llama Santiago Apoala y se ubica en el estado de Oaxaca. En la mitología mixteca, Yuta Tnoho es el lugar de nacimiento del pueblo mixteco. El nacimiento del pueblo mixteco está plasmado en el códice original mediante un Árbol de la vida Yuta Tnoho. El árbol de la vida es un elemento clave en muchas de las mitologías del mundo y el artista lo ha convertido en la imagen más grande del panel prehispánico. En vez de duplicar el códice original como lo ha hecho en otras instancias, García Bustos ha completamente cambiado la imagen. 

#### Árbol Mixteco de la Vida
Los códices son claves porque ellos ayudaron a los gobernantes hereditarios a establecer su derecho a gobernar de una generación a otra. Los códices también demostraron que los dioses desempeñaron un papel en el nacimiento de los gobernantes, estableciendo así su conexión con los dioses. Y las historias representadas de las generaciones posteriores de miembros de la familia ilustraron su derecho divino a gobernar.

#### Usando un códice
García Bustos nos muestra cómo se utilizaban los códices. En la imagen de abajo del mural, un líder señala el significado de tres escenas de un Códice. Viendo las tres imágenes apuntadas de abajo hacia arriba, la primera imagen está inspirada en el Códice Yuta Tnoho  al igual que la segunda, discutida anteriormente, así como la imagen superior del maíz.Muchos admiran los códices mixtecos como obras de arte.

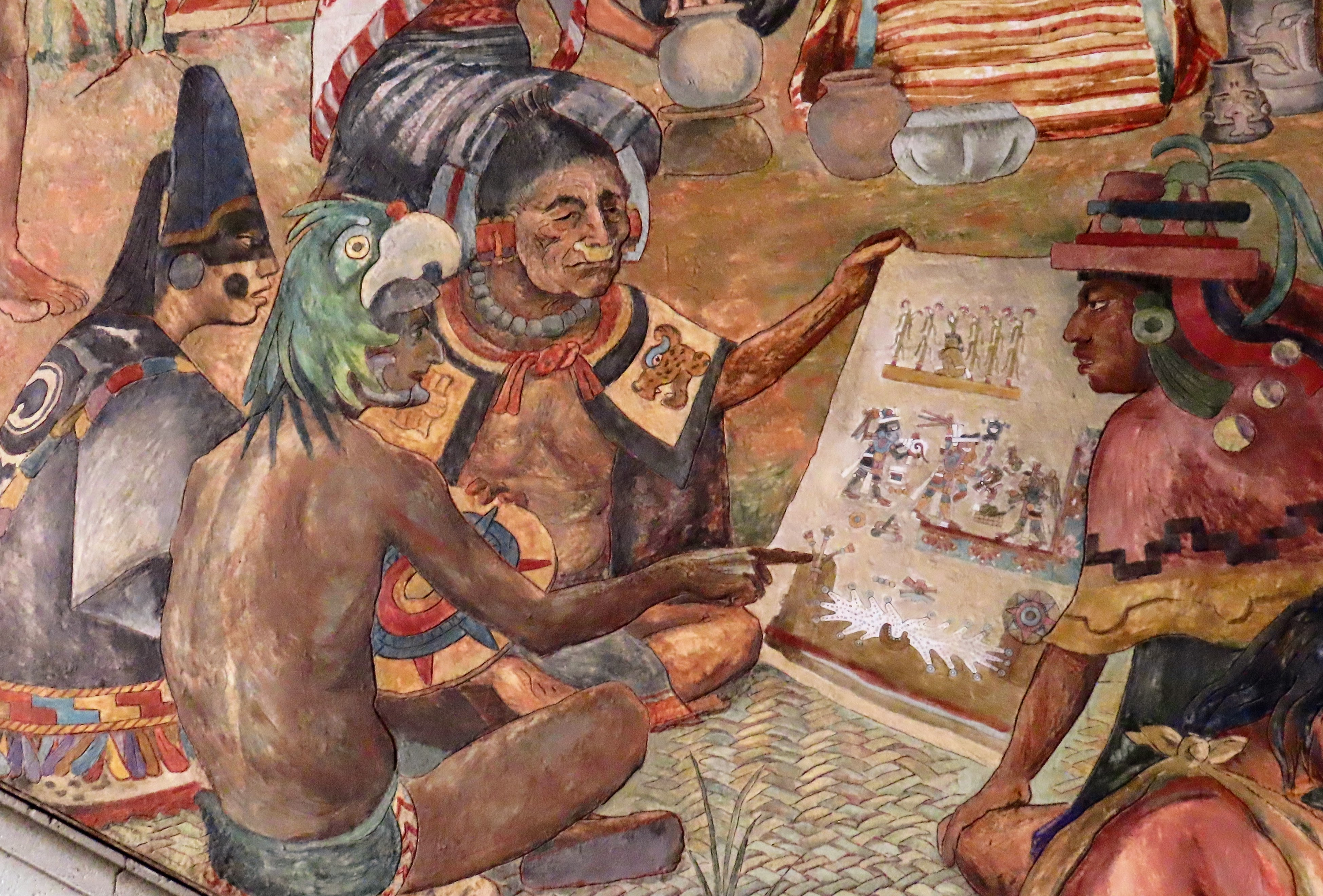
Interpretando un códice

John Pohl, un académico estadounidense, especula que los códices eran guiones portátiles, o guiones gráficos, para celebrar eventos históricos. Los códices podían exhibirse "mientras un poeta recitaba el texto con acompañamiento musical y actores disfrazados interpretaban partes de la historia.

#### Arturo García Bustos como personaje prehispánico
Abajo a la izquierda está una foto de García Bustos tomada más de 30 años después de que pintó el mural y la imagen de la derecha. Las dos imágenes refluyan un parecido sorprendente. García Bustos no nos dice por qué parece que se retrató en el mural de la escena interpretando un códice. Este es uno de muchos ejemplos de cómo Arturo García Bustos añadió al mural un toque personal mezclado quizás con un poco de ironía.
El disco en la imagen de un artesano trabajando con oro se parece mucho a un disco de oro  que los arqueólogos descubrieron en la Tumba 3 de Zaachila, en el estado de Oaxaca. Este es otro ejemplo del realismo  que caracteriza el arte de García Bustos. Después de una victoria, los aztecas exigieron oro como tributo  después de conquistar lo que hoy es Oaxaca. En el Códice Mendoza se representan discos de oro similares, que indican el oro como tributo a los vencedores después de una victoria militar.

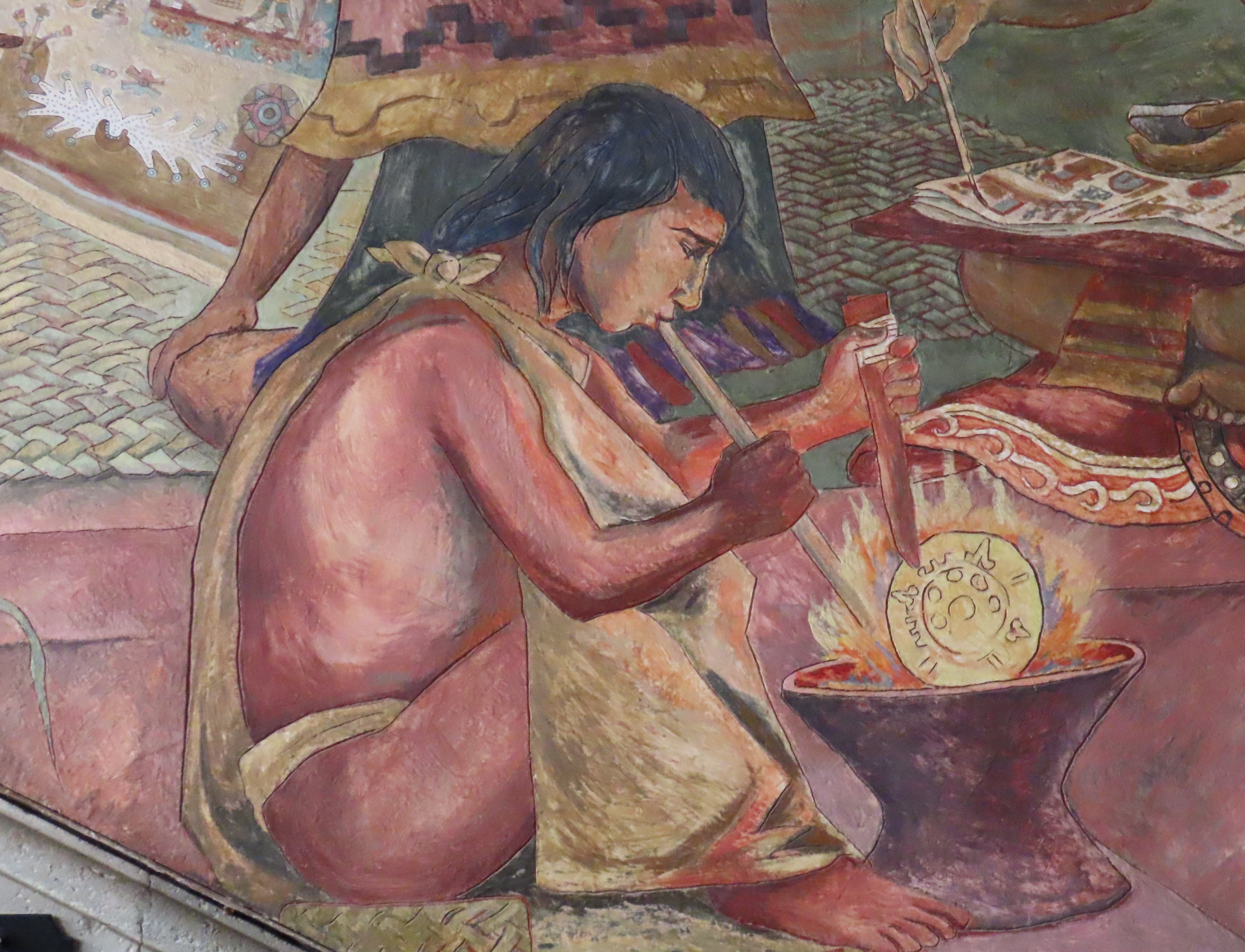
Un artesano trabajando con oro.

La fiebre del oro en Oaxaca comenzó después de que Moctezuma le dijera al conquistador español Hernán Cortés que había obtenido su oro de Oaxaca. Cortés no perdió tiempo en enviar tropas a conquistar Huaxyacac como llamaban los aztecas, o más correctamente los mexicas, a la región de la actual Oaxaca. Cortés, también conocido como el Marquesado del Valle de Oaxaca, reclamó grandes extensiones de tierra alrededor de Oaxaca para él y su familia. La presencia del oro en el mural también nos recuerda la gran cantidad de objetos de oro y otros objetos valiosos v descubiertos en 1932 en la Tumba 7  en el sitio zapoteco - mixteco, llamado Monte Albán por los españoles después de la conquista.

### El tributo
En la imagen de abajo, los jóvenes conquistados están rindiendo tributo. Los ejércitos libraron guerras en todo Mesoamérica para ganar esclavos y tributo. Algunos guerreros vestían disfraces de jaguar, como en la imagen, pero no eran de jaguares reales. Se pensaba que este tipo de vestimenta otorgaba las virtudes del animal del que se derivaba la vestimenta. Una observación minuciosa del cuenco revela piedras preciosas, tal vez jade, como tributo.

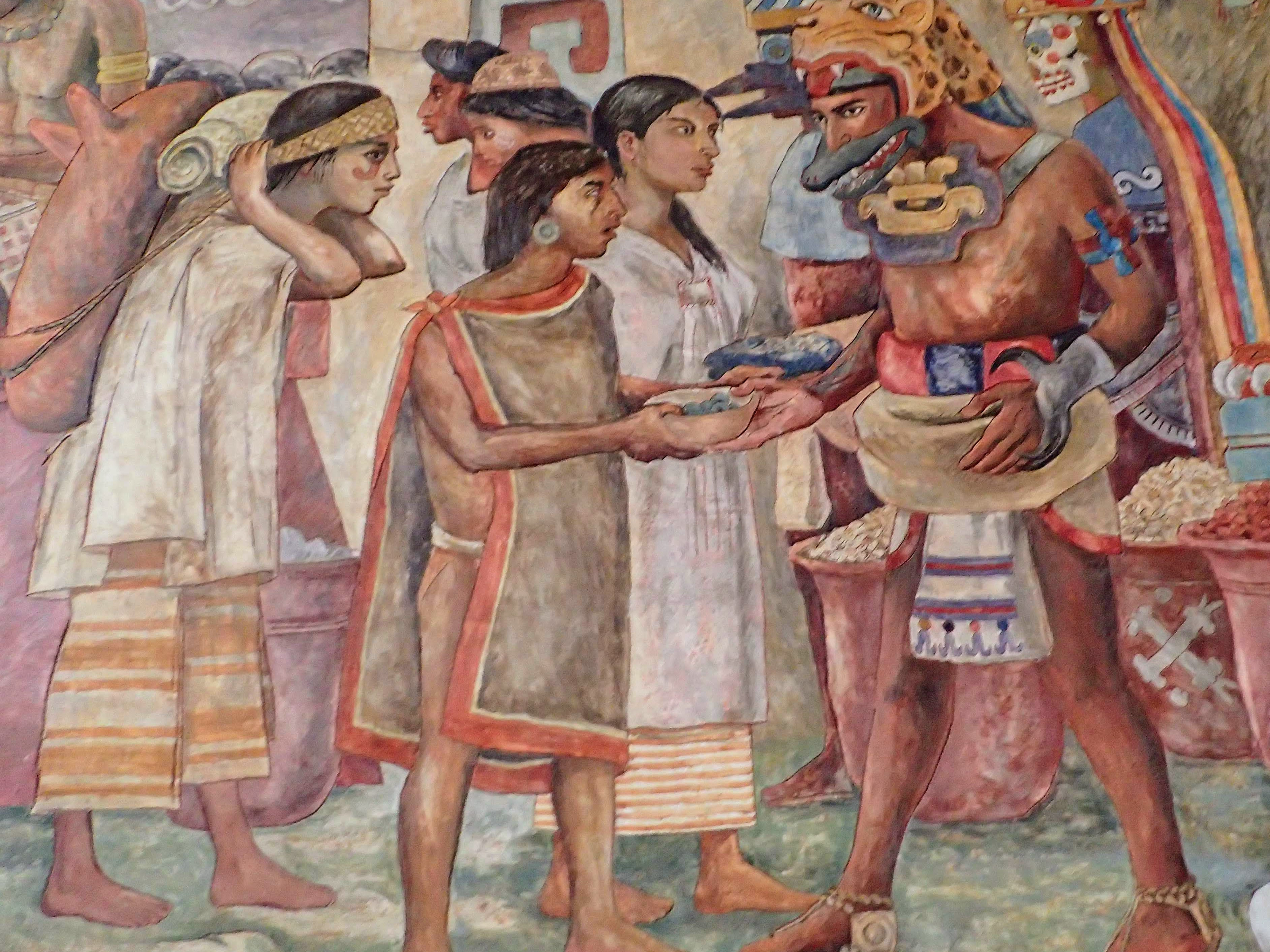
Homenaje siendo recogido

#### Mujeres jóvenes temerosas
Los aztecas o más exacto, los mexicas  conquistaron Oaxaca en la década de 1480  Exigieron tributos y sacrificaron soldados enemigos.  Capturaron esclavos  y sacrificaron a algunos. Eso podría explicar la mirada de miedo en los ojos de las jóvenes de la imagen de abajo. Aunque un recurso sugiere que las jóvenes están participando en una ceremonia religiosa no especificada. Los tres paneles incluyen un personaje en la esquina inferior derecha, como estos jóvenes, por ejemplo, que generan preguntas en la mente del espectador.

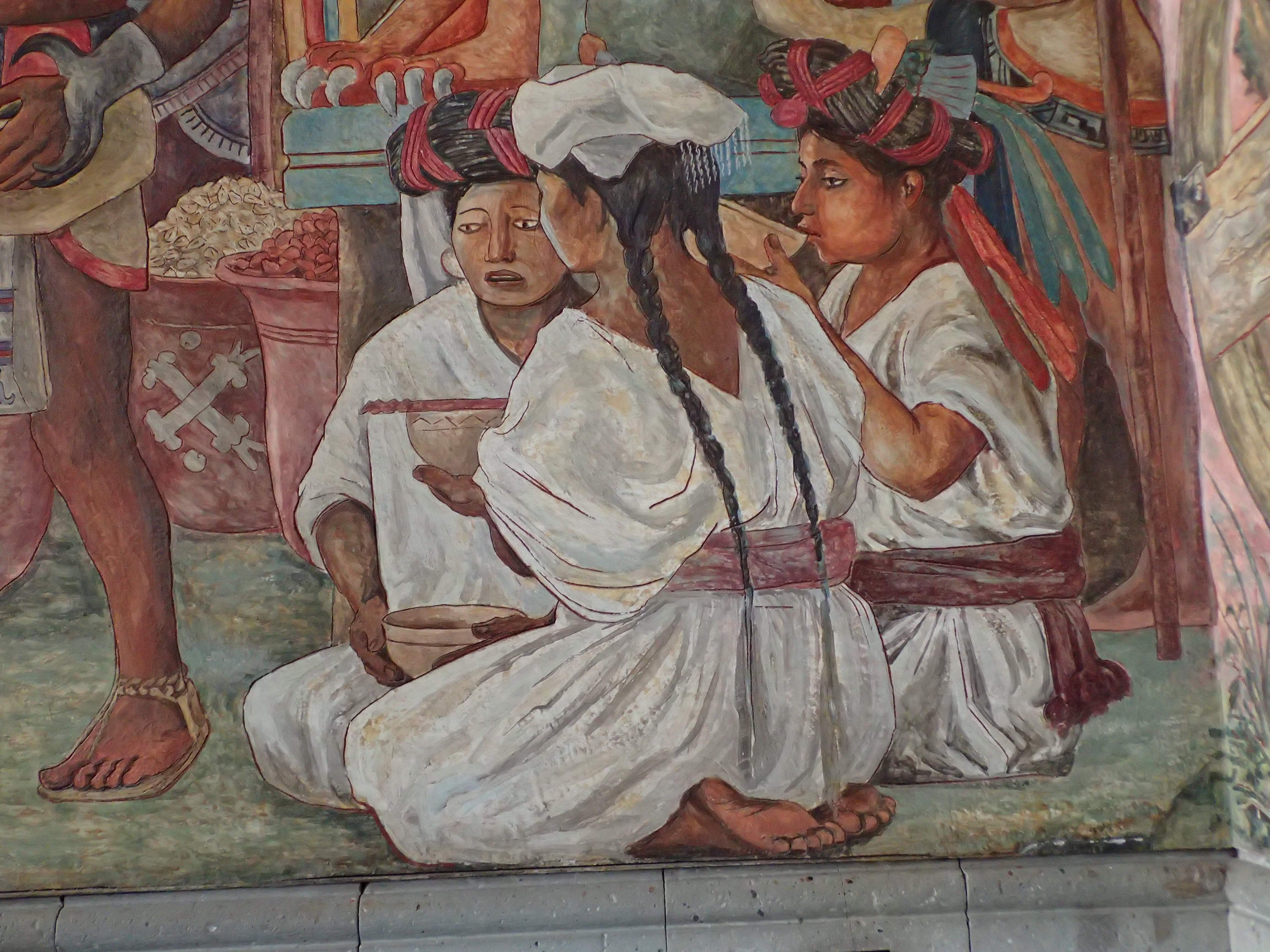
Tres jóvenes del panel prehispánico

## Panel colonial

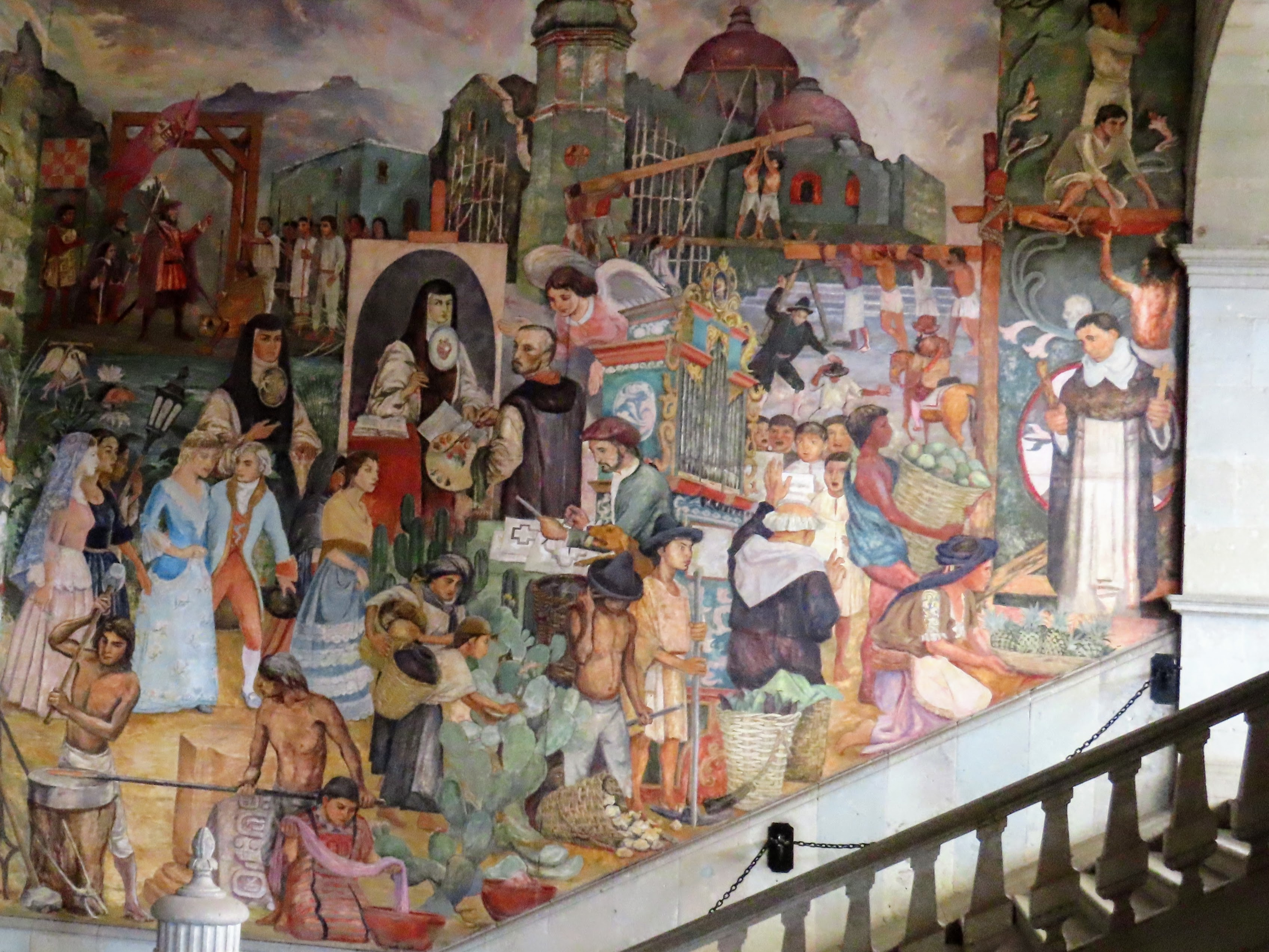
El panel colonial

El panel colonial traite de 300 años, después de la llegada de los soldados españoles o conquistadores  Los primeros representantes españoles llegaron a Huaxyacac en noviembre de 1521. Esto fue unos tres meses después de la caída de Tenochitlán . El panel colonial destaca temas importantes como la Conquista, la Princesa Donají, la construcción de iglesias, el maltrato a los indígenas, Sor Juana de la Cruz, Miguel Cabrera, Manuel Fernández Fiallo, la cochinilla, la música y órganos de iglesia, los artesanos y los colonizadores españoles.

### La Conquista en Oaxaca (Huaxyacac)

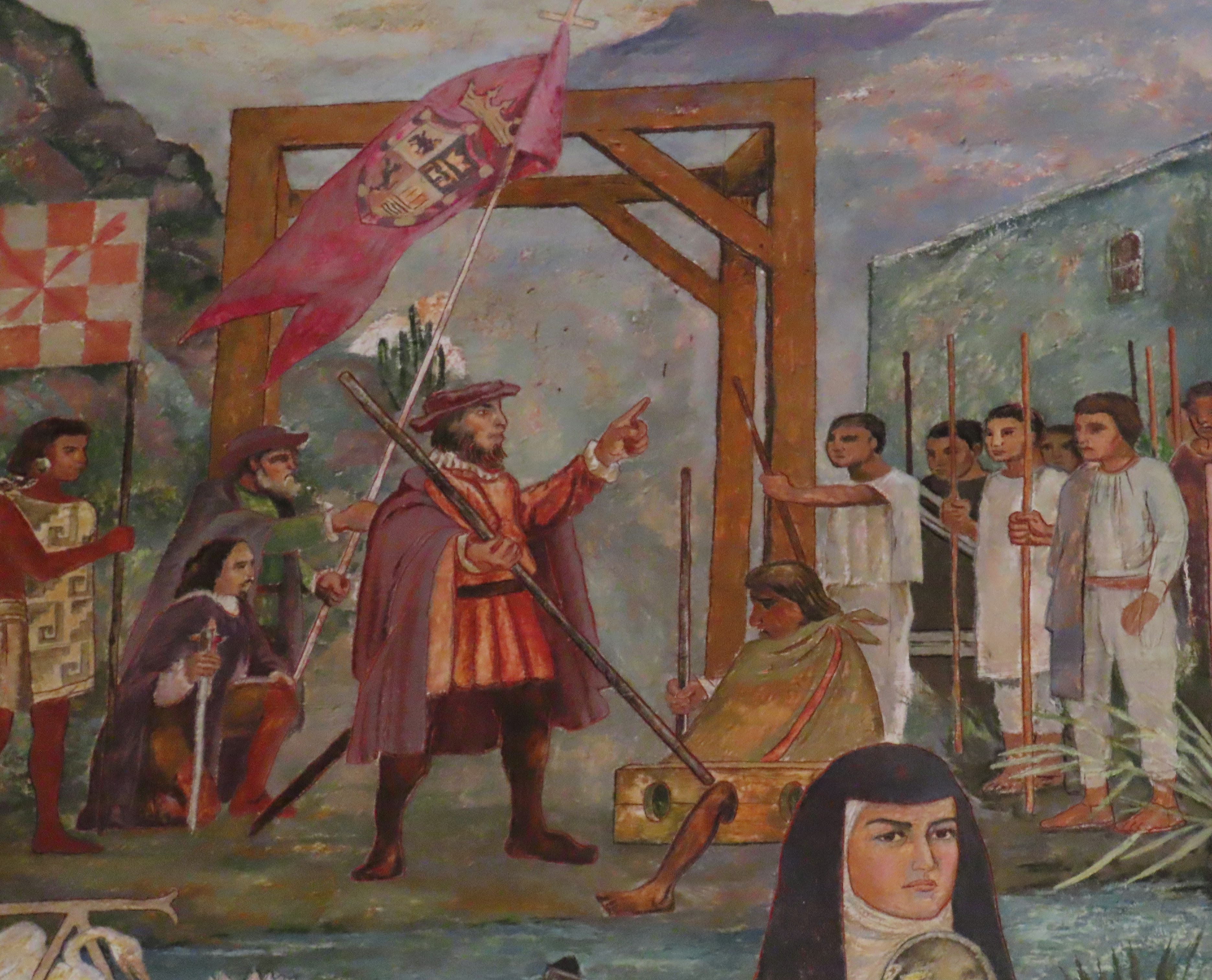
Francisco de Orozco llegando a Oaxaca, 1521

En la imagen del mural de arriba, el líder español se encuentra debajo de una estructura tipo horca. La artista esta probablemente diciendo que los españoles utilizaron ahorcamientos públicos. Los invasores españoles tienen espadas y palos largos. Un indígena está retenido en el cepo mientras el español parece pincharlo. Los indígenas, vestidos de blanco, sólo tienen bastones. Sus trajes blancos reflejan las restricciones que los gobernantes españoles impusieron a la vestimenta.
Estas figuras representan el conflicto inicial de los españoles con los pueblos indígenas de Oaxaca: amuzgos, mixtecos, nahuas, triquis, zapotecos y más. En noviembre de 1521, apenas tres meses después de conquistar Tenochtitlán, (Ciudad de México), Hernán Cortés envió a Francisco de Orozco y 400 guerreros aztecas a tomar Huaxyacac como se conocía. Recorrieron más de 400 kilómetros desde Tenochtitlán (Ciudad de México). Hernán Cortés nunca visitó la zona, aunque se le concedieron 23.000 vasallos y propiedades de más de 11.500 km². Los administradores y colonos españoles quitaron las tierras a los pueblos establecidos y también exigieron tributos. Cortés también reclamó las tierras donde hoy se encuentra Oaxaca, pero los residentes se opusieron y al final el Rey de España estuvo de acuerdo con la gente de Antequera.
Un grupo de personas, muy apretado, como el que describe García Bustos, es una característica común de los muralistas mexicanos, como Diego Rivera. Esto refleja la visión marxista de la historia, según la cual los acontecimientos están determinados por una lucha entre un gran grupo de la clase desfavorecida (la gente indígena) contra un pequeño grupo de la clase privilegiada (los conquistadores) que detenta el poder. Los españoles establecieron la comunidad llamada Antequera en 1529. Después de la Guerra de Independencia (1810-1821) pasó a llamarse Oaxaca.
Hay un documento mucho más completo en inglés. 